# Représentations diplomatiques de la Chine

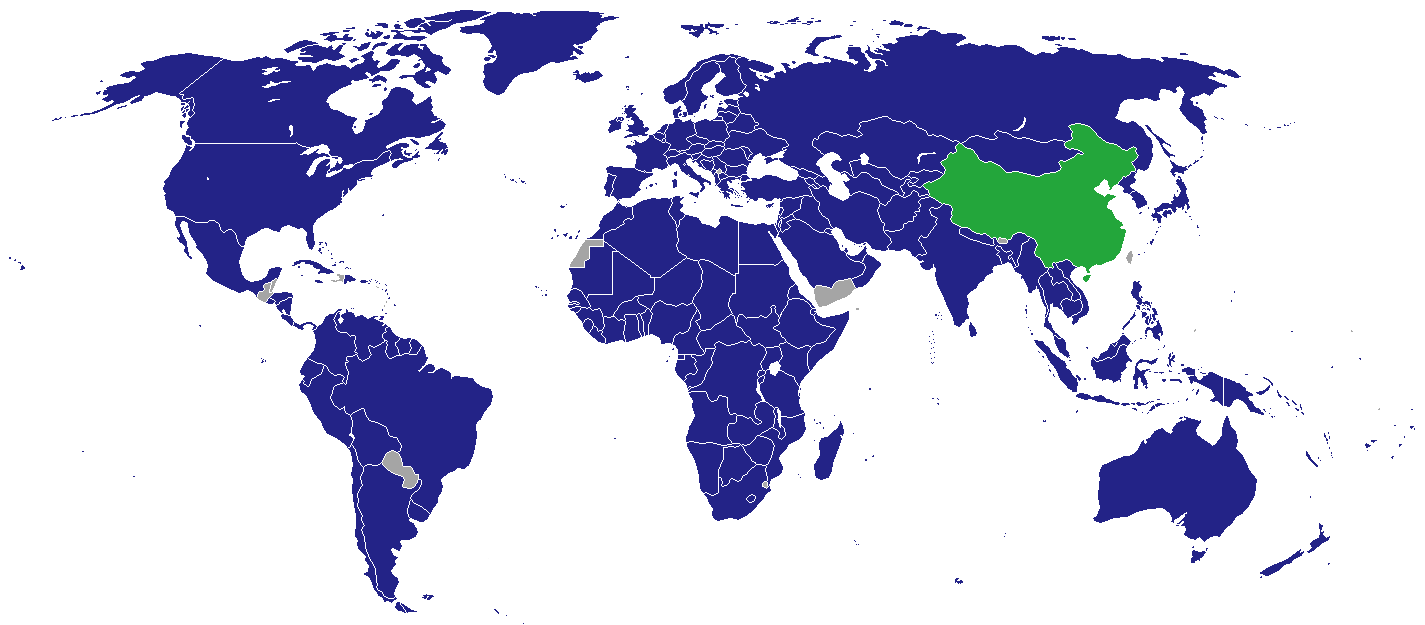
Représentations diplomatiques de la république populaire de Chine.

Ceci est une liste des représentations diplomatiques de la république populaire de Chine. La république populaire de Chine possède un vaste réseau diplomatique, qui représente les liens économiques, commerciaux, politiques, culturels et militaires importants du pays à travers le monde.
Tout comme les États-Unis, la Chine n'a pas de consulats honoraires dans d'autres pays. En 2015, la Chine a ouvert sa plus grande mission diplomatique au Pakistan.

## Afrique
- Afrique du Sud
  - Pretoria (ambassade)
  - Le Cap (consulat général)
  - Durban (consulat général)
  - Johannesbourg (consulat général)
- Algérie
  - Alger (ambassade)
- Angola
  - Luanda (ambassade)
- Bénin
  - Cotonou (ambassade)
- Botswana
  - Gaborone (ambassade)
- Burkina Faso
  - Ouagadougou (ambassade)
- Burundi
  - Bujumbura (ambassade)
- Cameroun
  - Yaoundé (ambassade)
- Cap-Vert
  - Praia (ambassade)
- Comores
  - Moroni (ambassade)
- Côte d'Ivoire
  - Abidjan (ambassade)
- Djibouti
  - Djibouti (ambassade)
- Égypte
  - Le Caire (ambassade)
  - Alexandrie (consulat général)
- Érythrée
  - Asmara (ambassade)
- Éthiopie
  - Addis-Abeba (ambassade)
- Gabon
  - Libreville (ambassade)
- Gambie
  - Banjul (ambassade)
- Ghana
  - Accra (ambassade)
- Guinée
  - Conakry (ambassade)
- Guinée-Bissau
  - Bissau (ambassade)
- Guinée équatoriale
  - Malabo (ambassade)
  - Bata (consulat général)
- Kenya
  - Nairobi (ambassade)
- Lesotho
  - Maseru (ambassade)
- Liberia
  - Monrovia (ambassade)
- Libye
  - Tripoli (ambassade)
- Madagascar
  - Antananarivo (ambassade)
- Malawi
  - Lilongwe (ambassade)
- Mali
  - Bamako (ambassade)
- Maroc
  - Rabat (ambassade)
- Maurice
  - Port Louis (ambassade)
- Mauritanie
  - Nouakchott (ambassade)
- Mozambique
  - Maputo (ambassade)
- Namibie
  - Windhoek (ambassade)
- Niger
  - Niamey (ambassade)
- Nigeria
  - Abuja (ambassade)
  - Lagos (consulat général)
- Ouganda
  - Kampala (ambassade)
- République centrafricaine
  - Bangui (ambassade)
- République démocratique du Congo
  - Kinshasa (ambassade)
- République du Congo
  - Brazzaville (ambassade)
- Rwanda
  - Kigali (ambassade)
- Sao Tomé-et-Principe
  - São Tomé (ambassade)
- Sénégal
  - Dakar (ambassade)
- Seychelles
  - Victoria (ambassade)
- Sierra Leone
  - Freetown (ambassade)
- Somalie
  - Mogadiscio (ambassade)
- Soudan
  - Khartoum (ambassade)
- Soudan du Sud
  - Djouba (ambassade)
- Tanzanie
  - Dar es Salam (ambassade)
  - Zanzibar (consulat général)
- Tchad
  - N'Djamena (ambassade)
- Togo
  - Lomé (ambassade)
- Tunisie
  - Tunis (ambassade)
- Zambie
  - Lusaka (ambassade)
- Zimbabwe
  - Harare (ambassade)

## Amérique
- Antigua-et-Barbuda
  - Saint John's (ambassade)
- Argentine
  - Buenos Aires (ambassade)
- Bahamas
  - Nassau (ambassade)
- Barbade
  - Bridgetown (ambassade)
- Bolivie
  - La Paz (ambassade)
  - Santa Cruz (consulat général)
- Brésil
  - Brasilia (ambassade)
  - Recife (consulat général)
  - Rio de Janeiro (consulat général)
  - São Paulo (consulat général)
- Canada
  - Ottawa (ambassade)
  - Calgary (consulat général)
  - Montréal (consulat général)
  - Toronto (consulat général)
  - Vancouver (consulat général)
- Chili
  - Santiago (ambassade)
- Colombie
  - Bogota (ambassade)
- Costa Rica
  - San José (ambassade)
- Cuba
  - La Havane (ambassade)
- Dominique
  - Roseau (ambassade)
- Équateur
  - Quito (ambassade)
  - Guayaquil (consulat général)
- États-Unis
  - Washington, D.C. (ambassade)
  - Chicago (consulat général)
  - Los Angeles (consulat général)
  - New York (consulat général)
  - San Francisco (consulat général)
- Grenade
  - Saint George (ambassade)
- Guyana
  - Georgetown (ambassade)
- Haïti
  - Port au Prince (bureau de développement commercial)
- Honduras
  - Tegucigalpa (ambassade)
- Jamaïque
  - Kingston (ambassade)
- Mexique
  - Mexico (ambassade)
  - Tijuana (consulat général)
- Nicaragua
  - Managua (ambassade)
- Panama
  - Panama (ambassade)
- Pérou
  - Lima (ambassade)
- République dominicaine
  - Saint-Domingue (ambassade)
- Salvador
  - San Salvador (ambassade)
- Suriname
  - Paramaribo (ambassade)
- Trinité-et-Tobago
  - Port-d'Espagne (ambassade)
- Uruguay
  - Montevideo (ambassade)
- Venezuela
  - Caracas (ambassade)

## Asie
- Afghanistan
  - Kaboul (ambassade)
- Arabie saoudite
  - Riyad (ambassade)
  - Djeddah (consulat général)
- Arménie
  - Erevan (ambassade)
- Azerbaïdjan
  - Bakou (ambassade)
- Bahreïn
  - Manama (ambassade)
- Bangladesh
  - Dacca (ambassade)
- Birmanie
  - Rangoun (ambassade)
  - Mandalay (consulat général)
- Brunei
  - Bandar Seri Begawan (ambassade)
- Cambodge
  - Phnom Penh (ambassade)
- Corée du Nord
  - Pyongyang (ambassade)
  - Ch'ŏngjin (consulat général)
- Corée du Sud
  - Séoul (ambassade)
  - Gwangju (consulat général)
  - Jeju-si (consulat général)
  - Pusan (consulat général)
- Émirats arabes unis
  - Abou Dabi (ambassade)
  - Dubaï (consulat général)
- Géorgie
  - Tbilissi (ambassade)
- Inde
  - New Delhi (ambassade)
  - Calcutta (consulat général)
  - Mumbai (consulat général)
- Indonésie
  - Jakarta (ambassade)
  - Denpasar (consulat général)
  - Medan (consulat général)
  - Surabaya (consulat général)
- Irak
  - Bagdad (ambassade)
  - Bassorah (consulat général)
  - Erbil (consulat général)
- Iran
  - Téhéran (ambassade)
  - Bandar Abbas (consulat général)
- Israël
  - Tel Aviv-Jaffa (ambassade)
- Japon
  - Tokyo (ambassade)
  - Fukuoka (consulat général)
  - Nagasaki (consulat général)
  - Nagoya (consulat général)
  - Niigata (consulat général)
  - Osaka (consulat général)
  - Sapporo (consulat général)
- Jordanie
  - Amman (ambassade)
- Kazakhstan
  - Astana (ambassade)
  - Aktioubé (consulat général)
  - Almaty (consulat général)
- Kirghizistan
  - Bichkek (ambassade)
- Koweït
  - Koweït (ambassade)
- Laos
  - Vientiane (ambassade)
  - Luang Prabang (consulat général)
- Liban
  - Beyrouth (ambassade)
- Malaisie
  - Kuala Lumpur (ambassade)
  - George Town (consulat général)
  - Kota Kinabalu (consulat général)
  - Kuching (consulat général)
- Maldives
  - Malé (ambassade)
- Mongolie
  - Oulan-Bator (ambassade)
  - Zamyn-Üüd (consulat général)
- Népal
  - Katmandou (ambassade)
- Oman
  - Mascate (ambassade)
- Ouzbékistan
  - Tachkent (ambassade)
- Pakistan
  - Islamabad (ambassade)
  - Karachi (consulat général)
  - Lahore (consulat général)
- Palestine
  - Ramallah (bureau)
- Philippines
  - Manille (ambassade)
  - Cebu (consulat général)
  - Davao (consulat général)
  - Laoag (consulat général)
- Qatar
  - Doha (ambassade)
- Singapour
  - Singapour (ambassade)
- Sri Lanka
  - Colombo (ambassade)
- Syrie
  - Damas (ambassade)
- Tadjikistan
  - Douchanbé (ambassade)
- Thaïlande
  - Bangkok (ambassade)
  - Chiang Mai (consulat général)
  - Khon Kaen (consulat général)
  - Songkhla (consulat général)
- Timor oriental
  - Dili (ambassade)
- Turkménistan
  - Achgabat (ambassade)
- Turquie
  - Ankara (ambassade)
  - Istanbul (consulat général)
- Vietnam
  - Hanoï (ambassade)
  - Da Nang (consulat général)
  - Hô Chi Minh-Ville (consulat général)

## Europe
- Albanie
  - Tirana (ambassade)
- Allemagne
  - Berlin (ambassade)
  - Düsseldorf (consulat général)
  - Francfort (consulat général)
  - Hambourg (consulat général)
  - Munich (consulat général)
- Autriche
  - Vienne (ambassade)
- Belgique
  - Bruxelles (ambassade)
- Biélorussie
  - Minsk (ambassade)
- Bosnie-Herzégovine
  - Sarajevo (ambassade)
- Bulgarie
  - Sofia (ambassade)
- Chypre
  - Nicosie (ambassade)
- Croatie
  - Zagreb (ambassade)
- Danemark
  - Copenhague (ambassade)
- Espagne
  - Madrid (ambassade)
  - Barcelone (consulat général)
- Estonie
  - Tallinn (ambassade)
- Finlande
  - Helsinki (ambassade)
- France
  - Paris (ambassade)
  - Lyon (consulat général)
  - Marseille (consulat général)
  - Papeete, Polynésie française (consulat)
  - Saint-Denis, La Réunion (consulat général)
  - Strasbourg (consulat général)
- Grèce
  - Athènes (ambassade)
- Hongrie
  - Budapest (ambassade)
- Irlande
  - Dublin (ambassade)
- Islande
  - Reykjavik (ambassade)
- Italie
  - Rome (ambassade)
  - Florence (consulat général)
  - Milan (consulat général)
- Lettonie
  - Riga (ambassade)
- Lituanie
  - Vilnius (bureau de l'ambassade)
- Luxembourg
  - Luxembourg (ambassade)
- Macédoine du Nord
  - Skopje (ambassade)
- Malte
  - La Valette (ambassade)
- Moldavie
  - Chișinău (ambassade)
- Monténégro
  - Podgorica (ambassade)
- Norvège
  - Oslo (ambassade)
- Pays-Bas
  - La Haye (ambassade)
  - Willemstad, Curaçao (consulat général)
- Pologne
  - Varsovie (ambassade)
- Portugal
  - Lisbonne (ambassade)
- Roumanie
  - Bucarest (ambassade)
- Royaume-Uni
  - Londres (ambassade)
  - Belfast (consulat général)
  - Édimbourg (consulat général)
  - Manchester (consulat général)
- Russie
  - Moscou (ambassade)
  - Iekaterinbourg (consulat général)
  - Irkoutsk (consulat général)
  - Kazan (consulat général)
  - Khabarovsk (consulat général)
  - Saint-Pétersbourg (consulat général)
  - Vladivostok (consulat général)
- Serbie
  - Belgrade (ambassade)
- Slovaquie
  - Bratislava (ambassade)
- Slovénie
  - Ljubljana (ambassade)
- Suède
  - Stockholm (ambassade)
  - Göteborg (consulat général)
- Suisse
  - Berne (ambassade)
  - Zurich (consulat général)
- Tchéquie
  - Prague (ambassade)
- Ukraine
  - Kiev (ambassade)
  - Odessa (consulat général)

## Océanie
- Australie
  - Canberra (ambassade)
  - Adélaïde (consulat général)
  - Brisbane (consulat général)
  - Melbourne (consulat général)
  - Perth (consulat général)
  - Sydney (consulat général)
- États fédérés de Micronésie
  - Pohnpei (ambassade)
- Fidji
  - Suva (ambassade)
- Kiribati
  - Tarawa (ambassade)
- Nauru
  - Aiwo (ambassade)
- Nouvelle-Zélande
  - Wellington (ambassade)
  - Auckland (consulat général)
  - Christchurch (consulat général)
- Papouasie-Nouvelle-Guinée
  - Port Moresby (ambassade)
- Îles Salomon
  - Honiara (ambassade)
- Samoa
  - Apia (ambassade)
- Tonga
  - Nukuʻalofa (ambassade)
- Vanuatu
  - Port-Vila (ambassade)

## Bureaux dans d'autres juridictions chinoises
- Hong Kong
  - Hong Kong (bureau de liaison)
- Macao
  - Macao (bureau de liaison)
- Taïwan
  - Taipei (association d'échange touristique de Cross-Strait)

## Organisations internationales
- ASEAN
  - Jakarta (mission permanente)
- Union européenne
  - Bruxelles (mission auprès de l'Union européenne)
- Autorité internationale des fonds marins
  - Kingston (mission permanente)
- Organisation pour l'interdiction des armes chimiques
  - La Haye (mission permanente)
- UNESCO
  - Paris (mission permanente)
- ONU
  - Genève (mission permanente)
  - New York (mission permanente)
  - Vienne (mission permanente)
- Commission économique et sociale pour l'Asie et le Pacifique
  - Bangkok (mission permanente)
- Organisation mondiale du commerce (mission permanente)
- Union africaine (mission permanente)

## Galerie

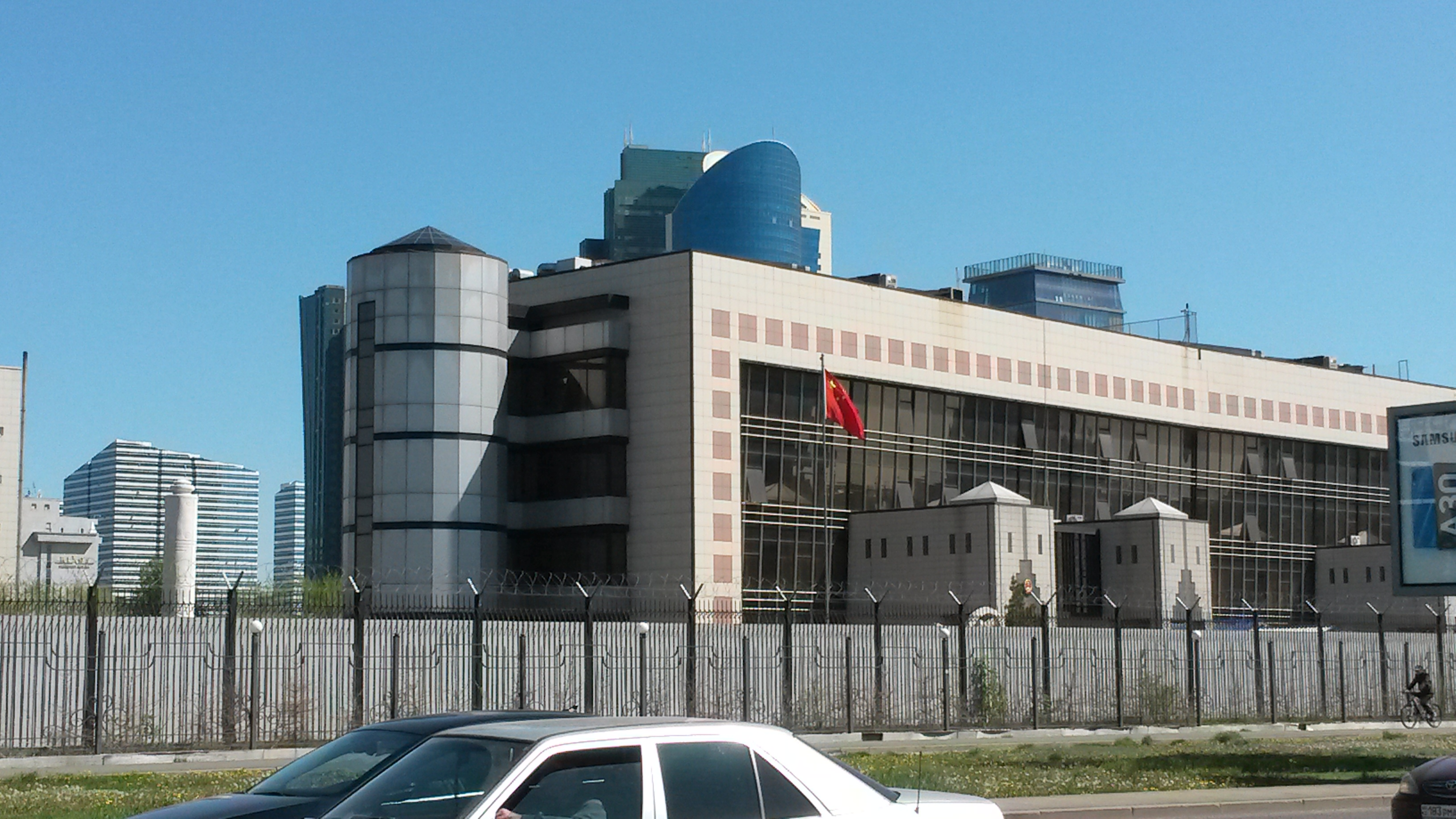
Ambassade à Astana.
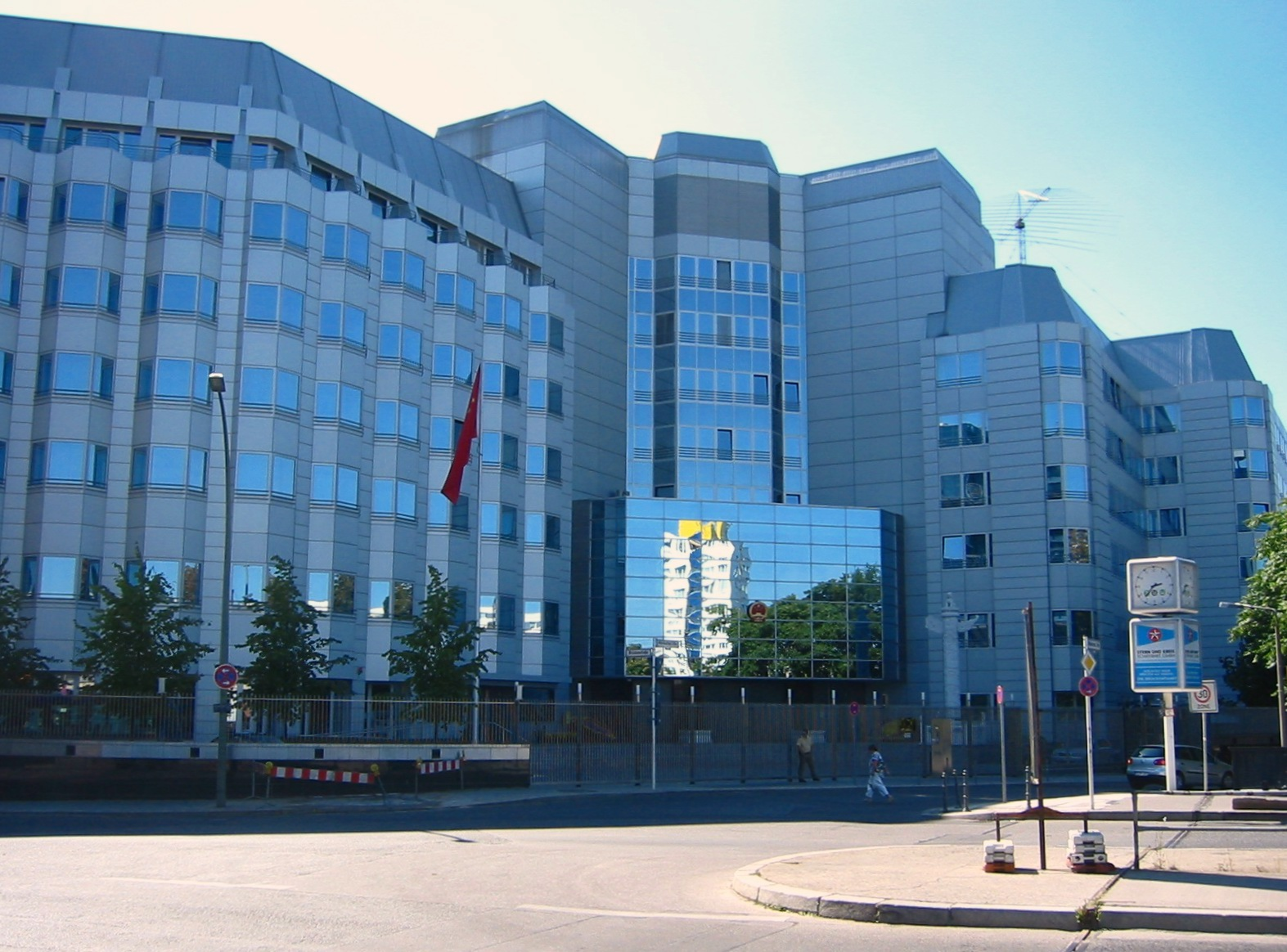
Ambassade à Berlin.
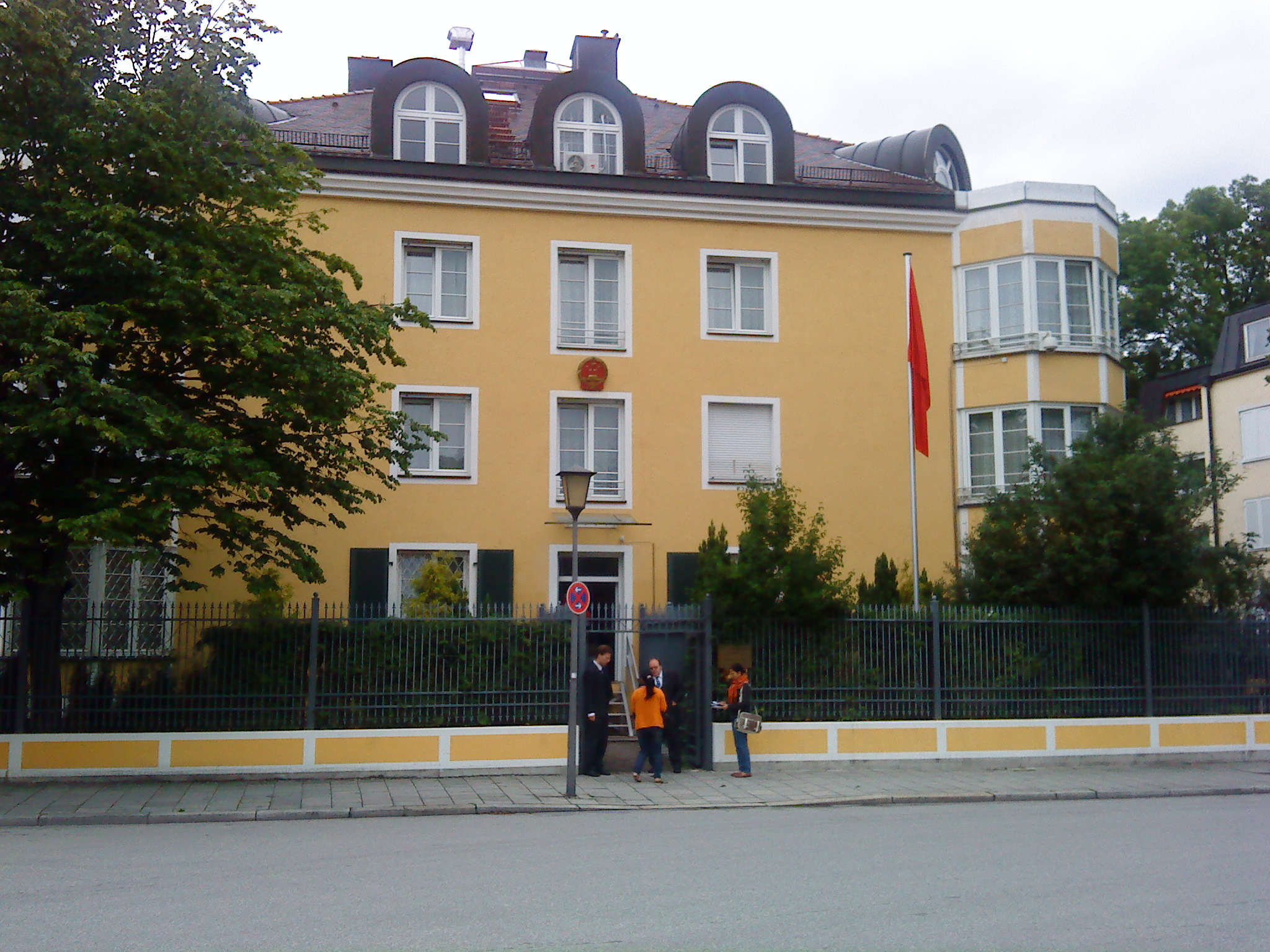
Consulat général à Munich.
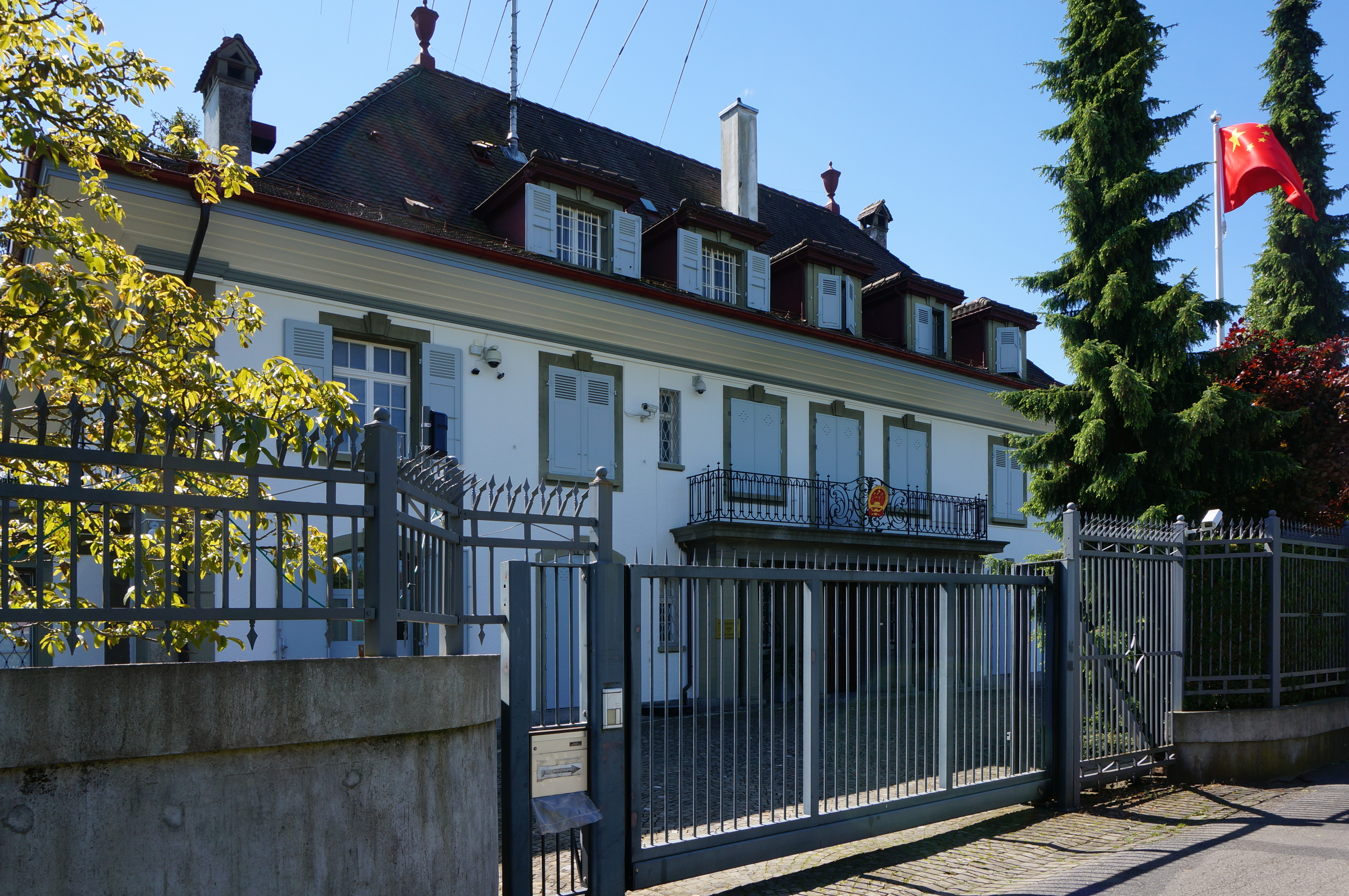
Ambassade à Berne.
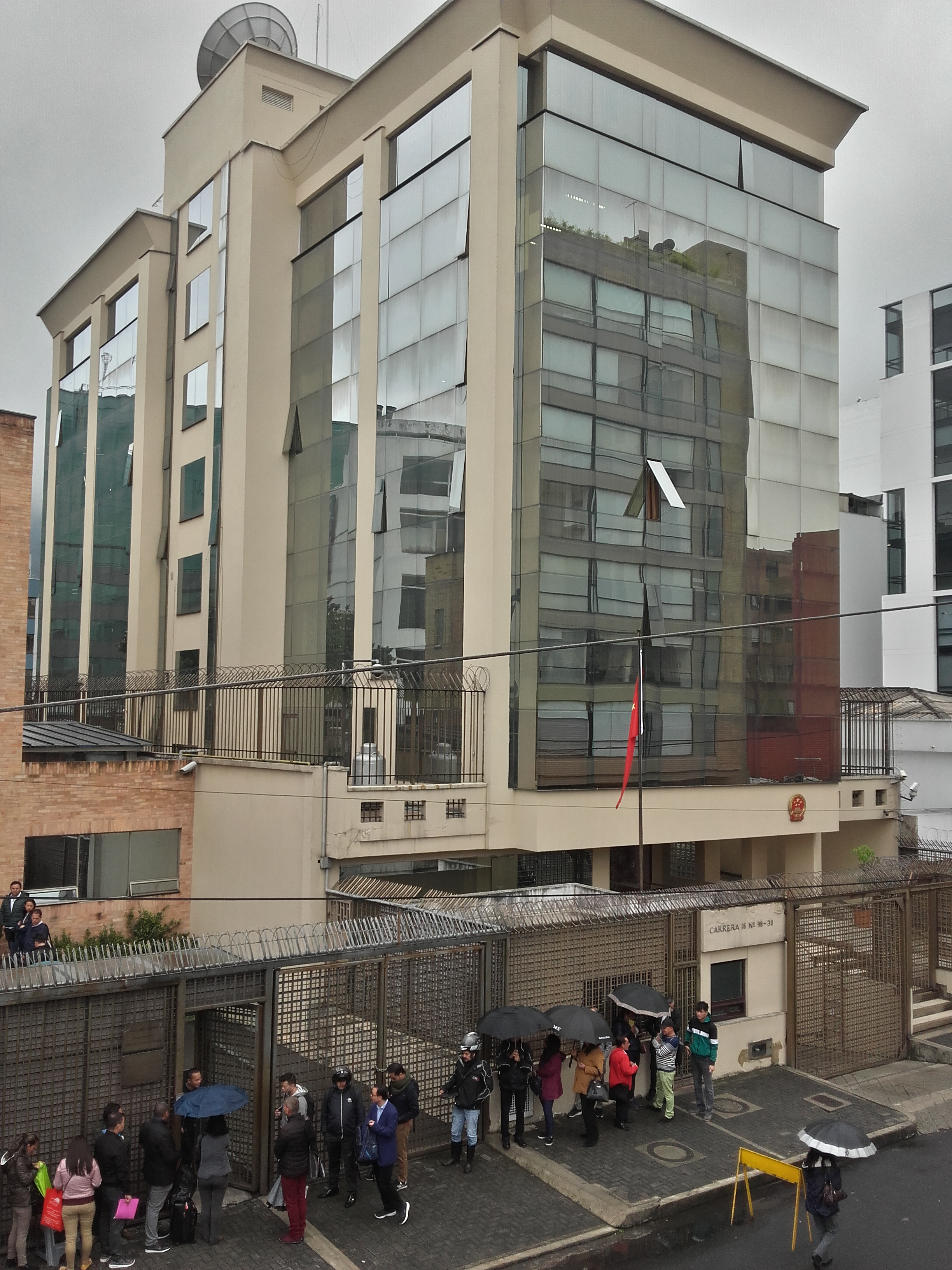
Ambassade à Bogotá.
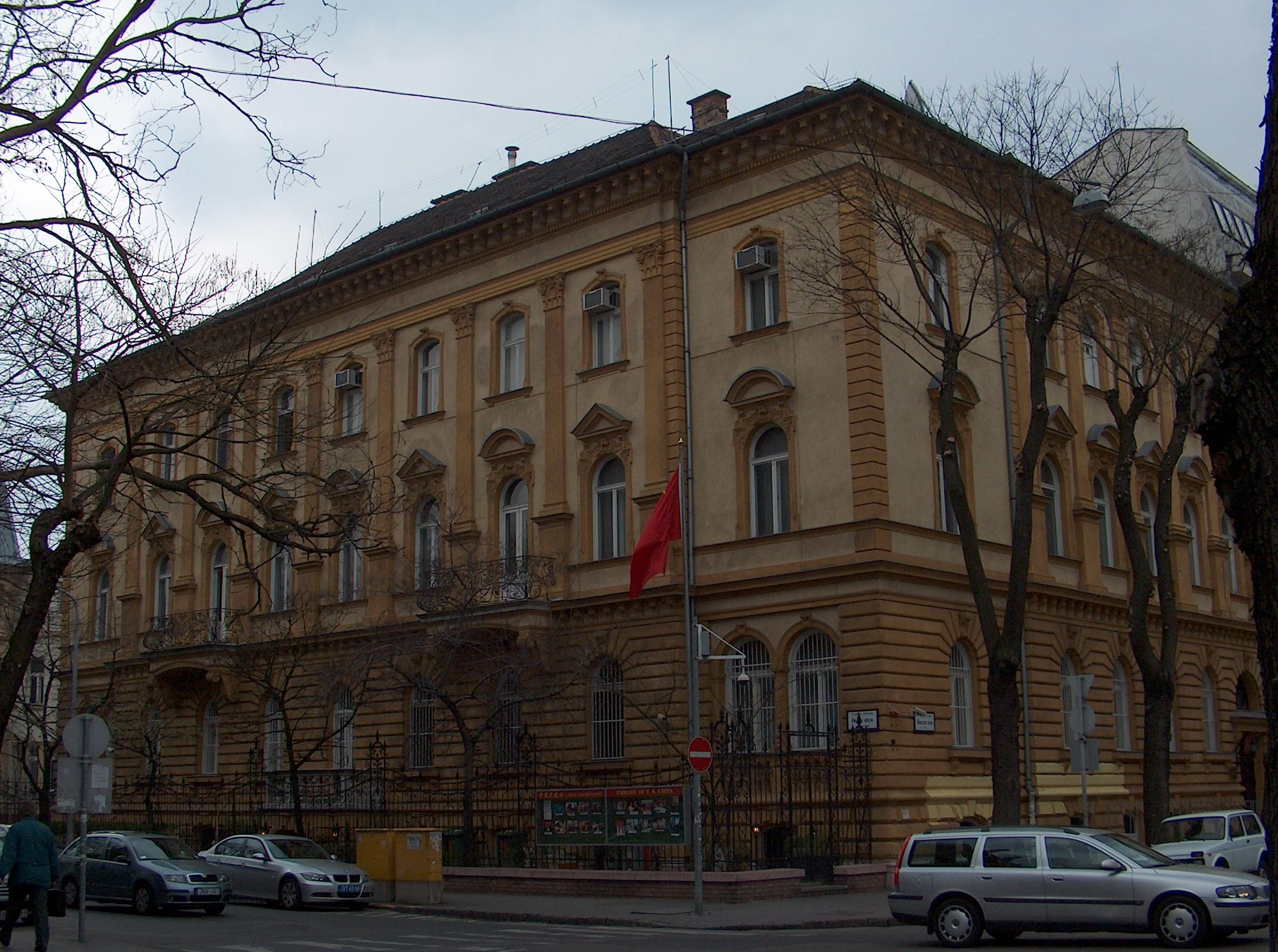
Ambassade à Budapest.
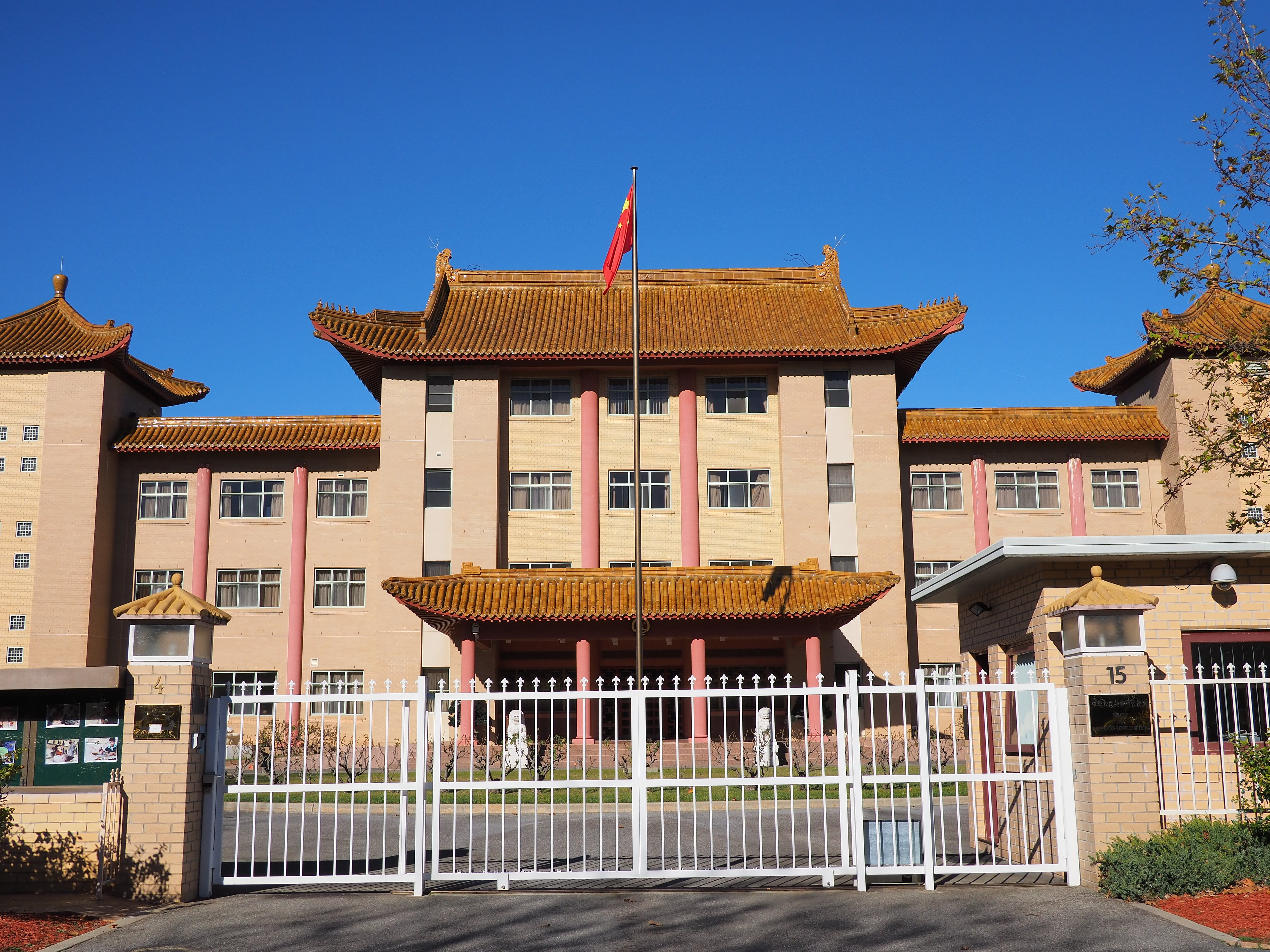
Ambassade à Canberra.
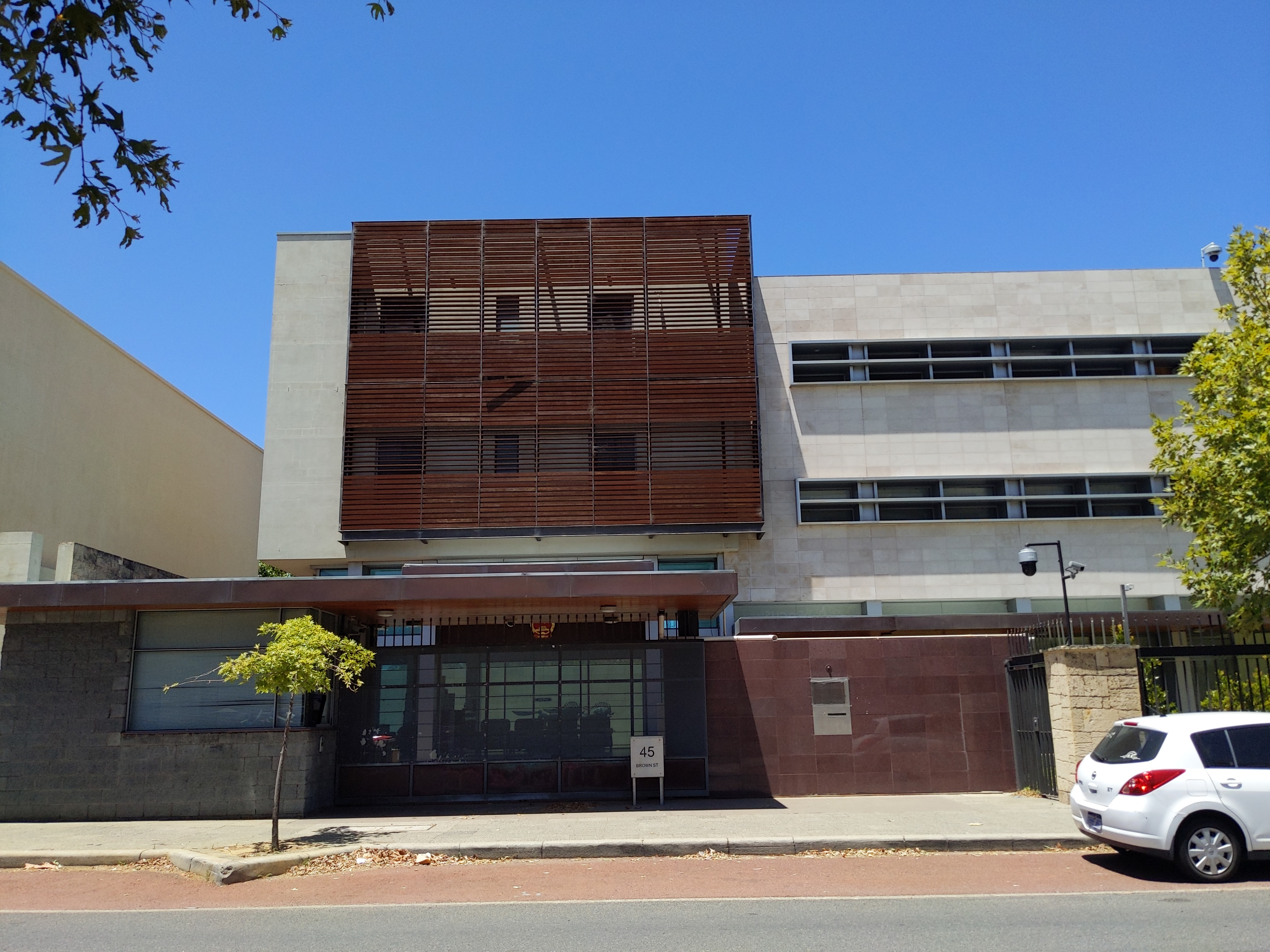
Consulat général à Perth.
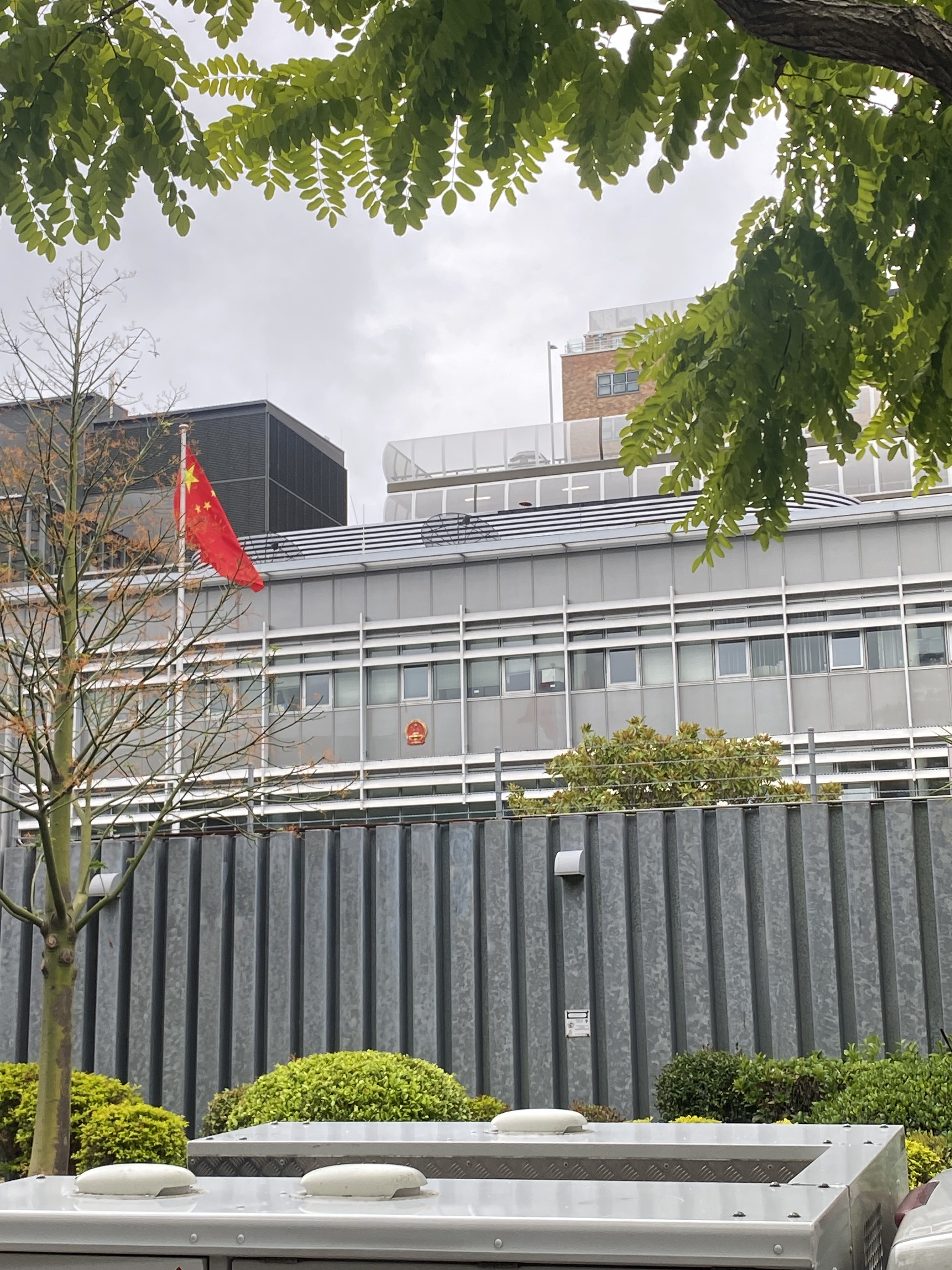
Consulat général à Sydney.
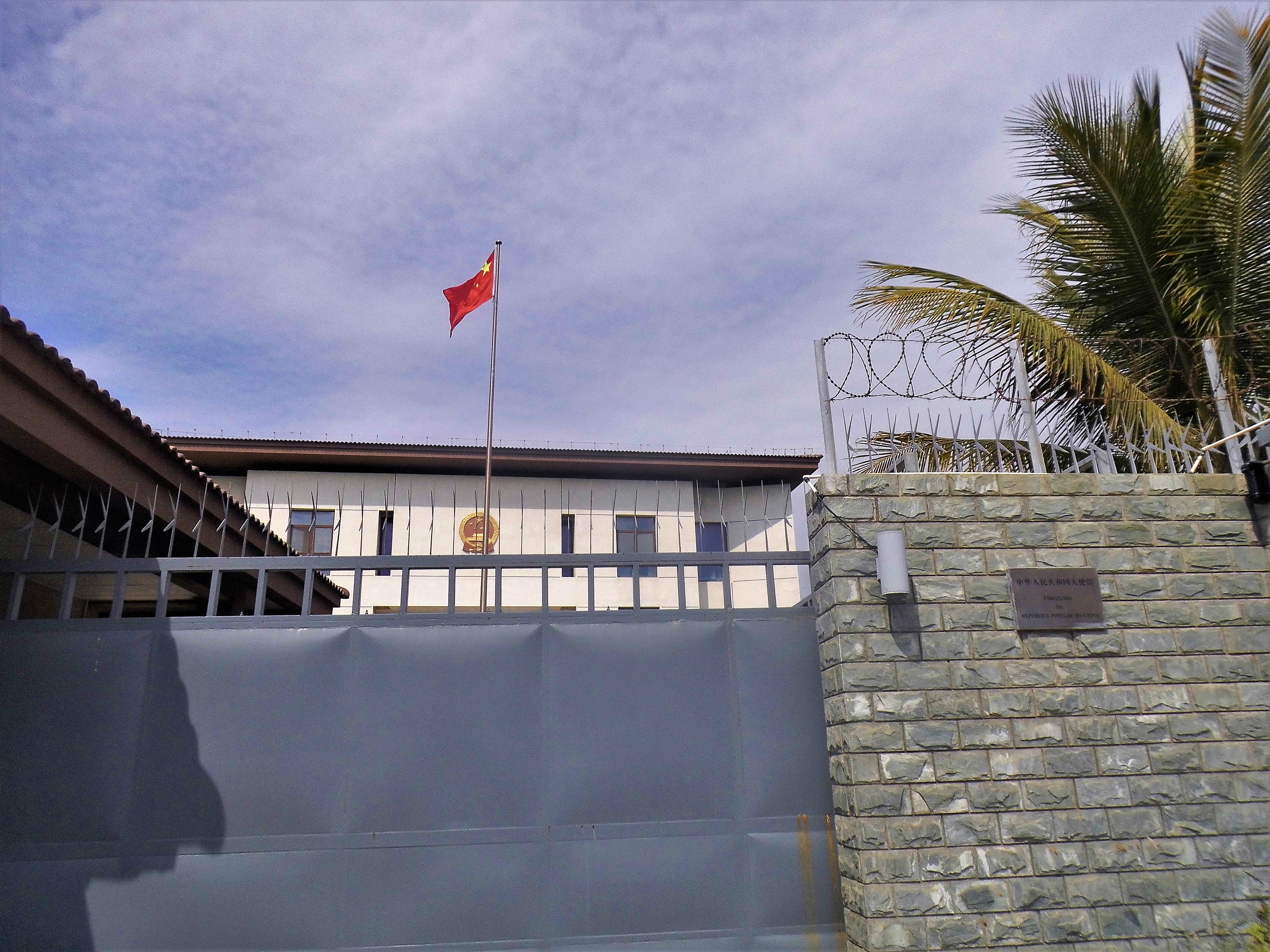
Ambassade à Dili.
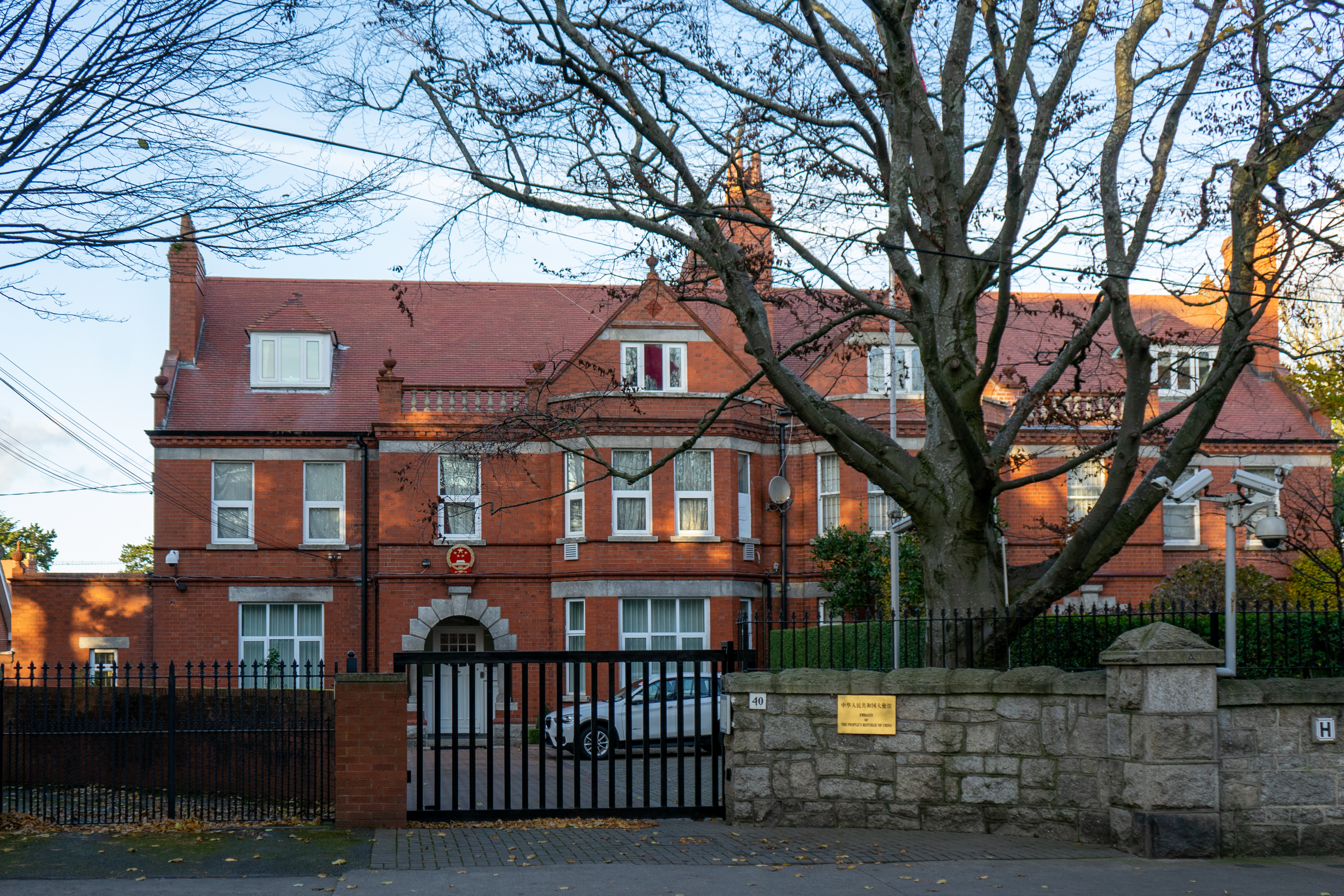
Ambassade à Dublin.
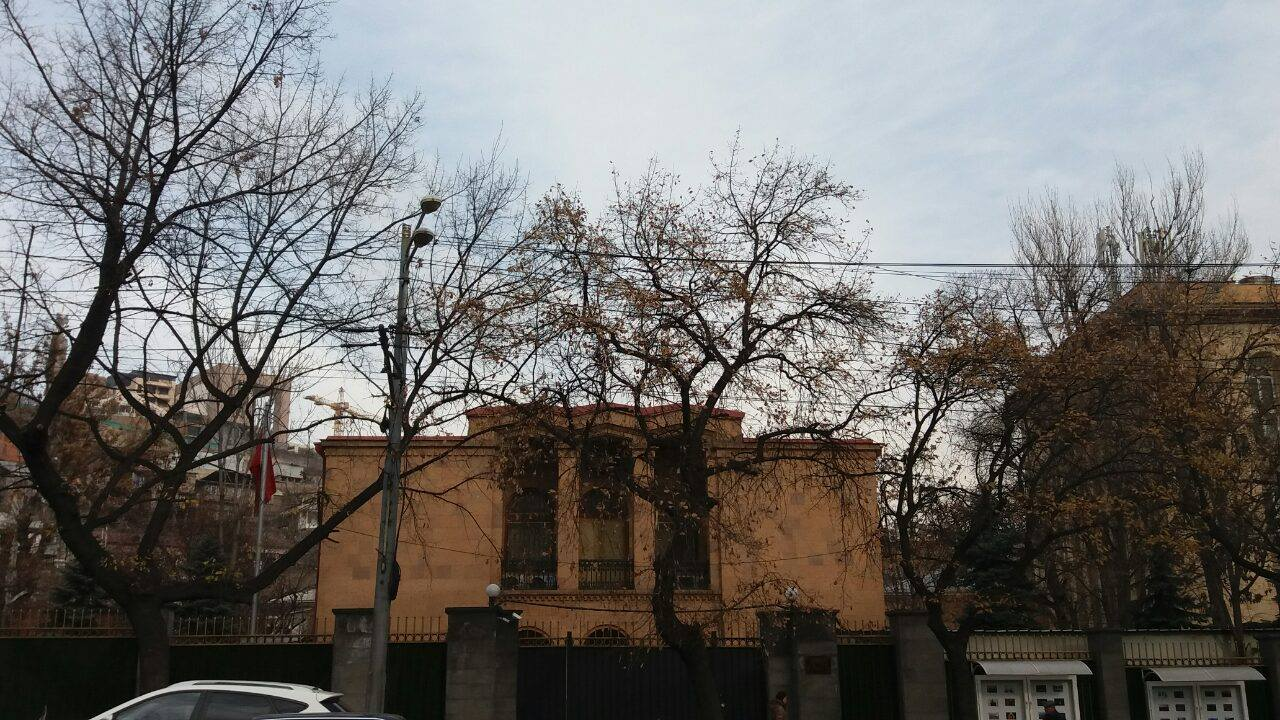
Ambassade à Erevan.
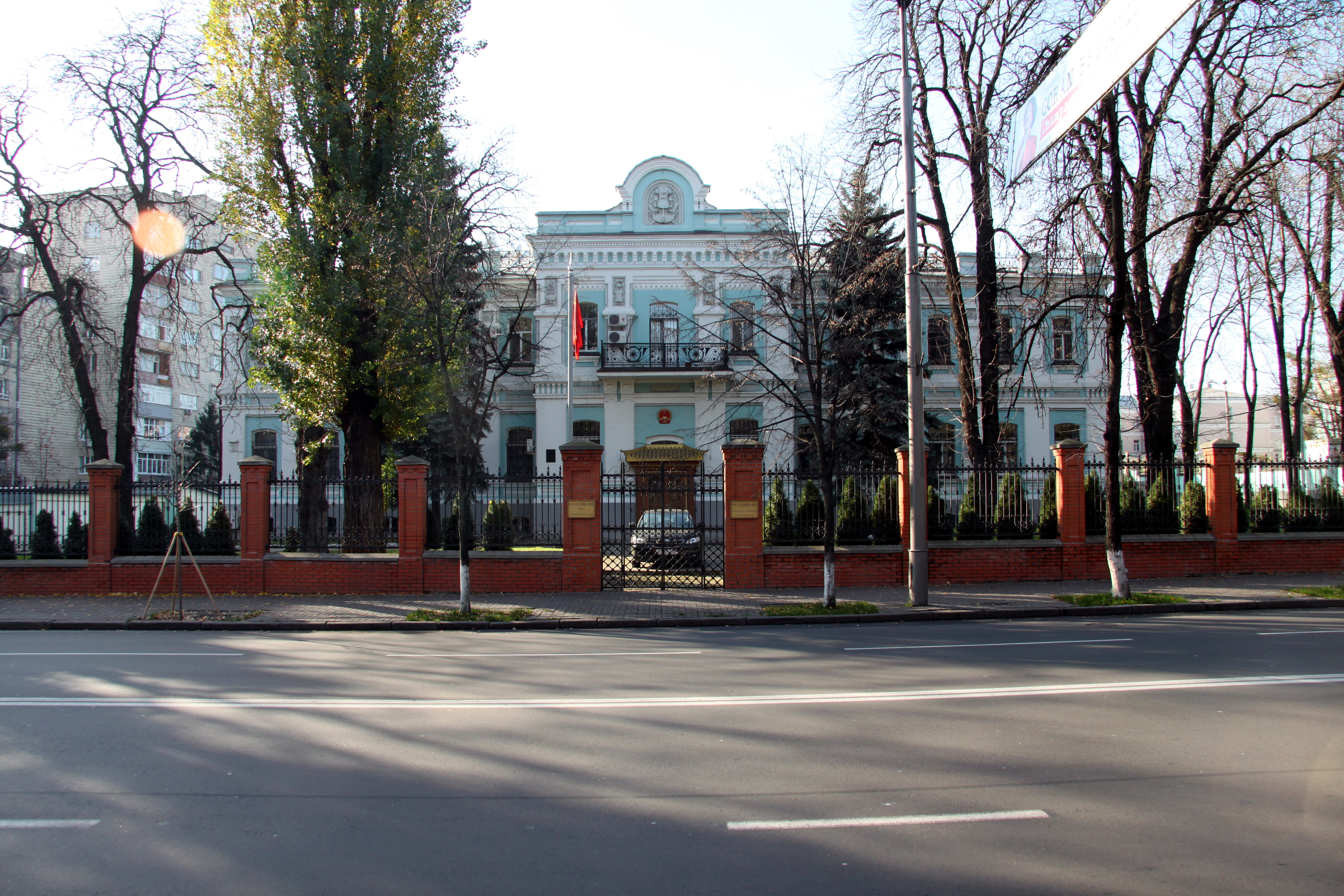
Ambassade à Kiev.
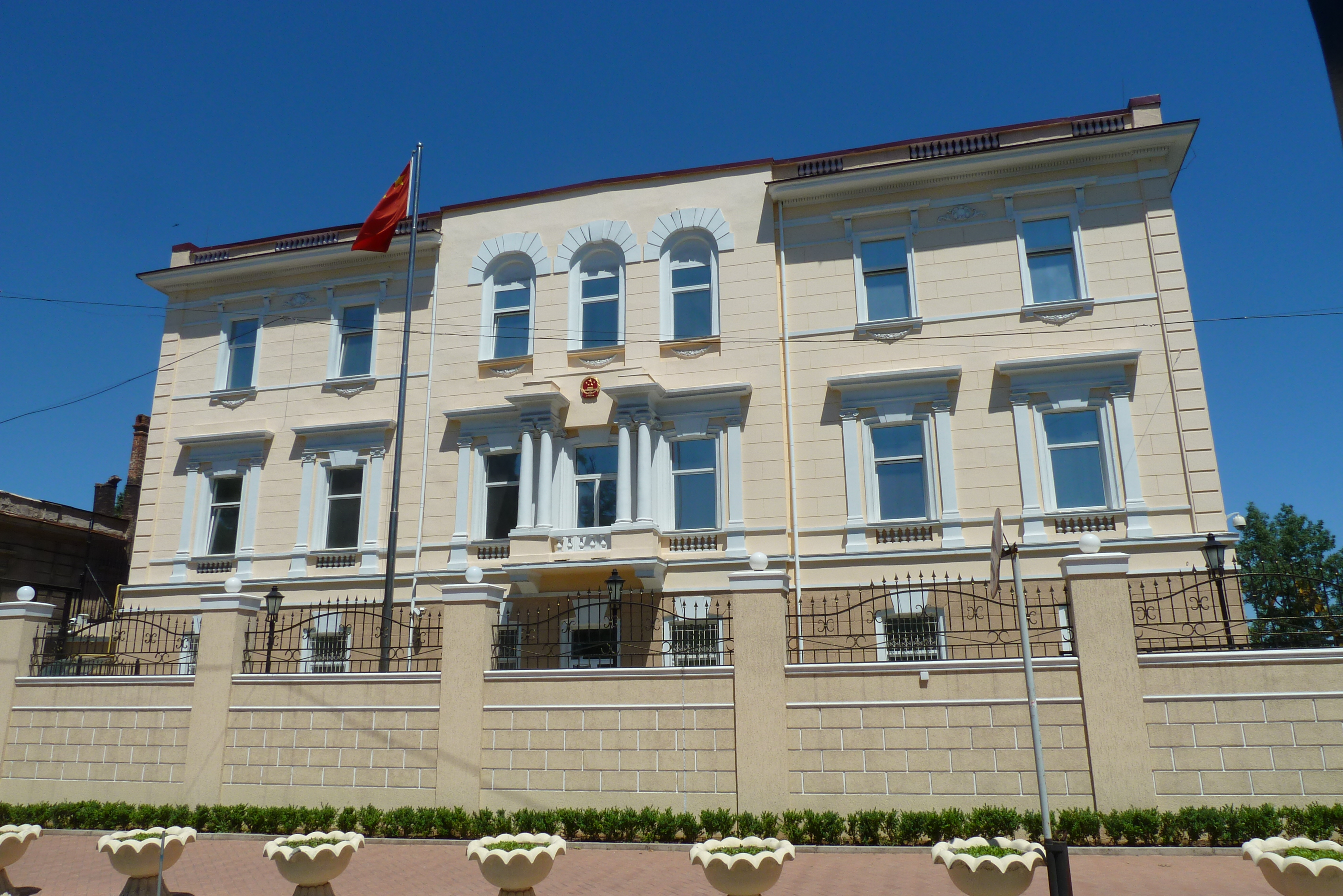
Consulat général à Odessa.
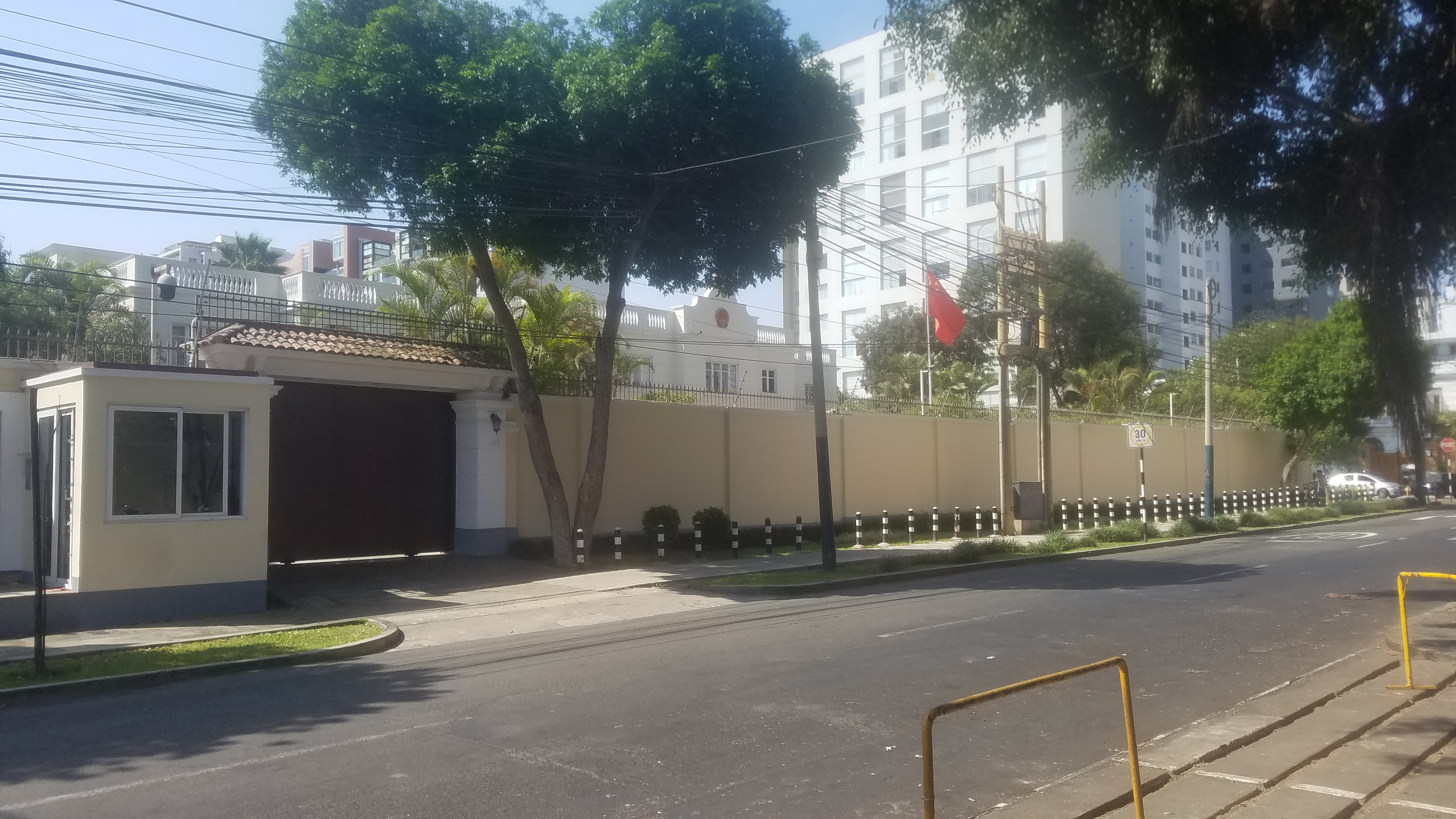
Ambassade à Lima.
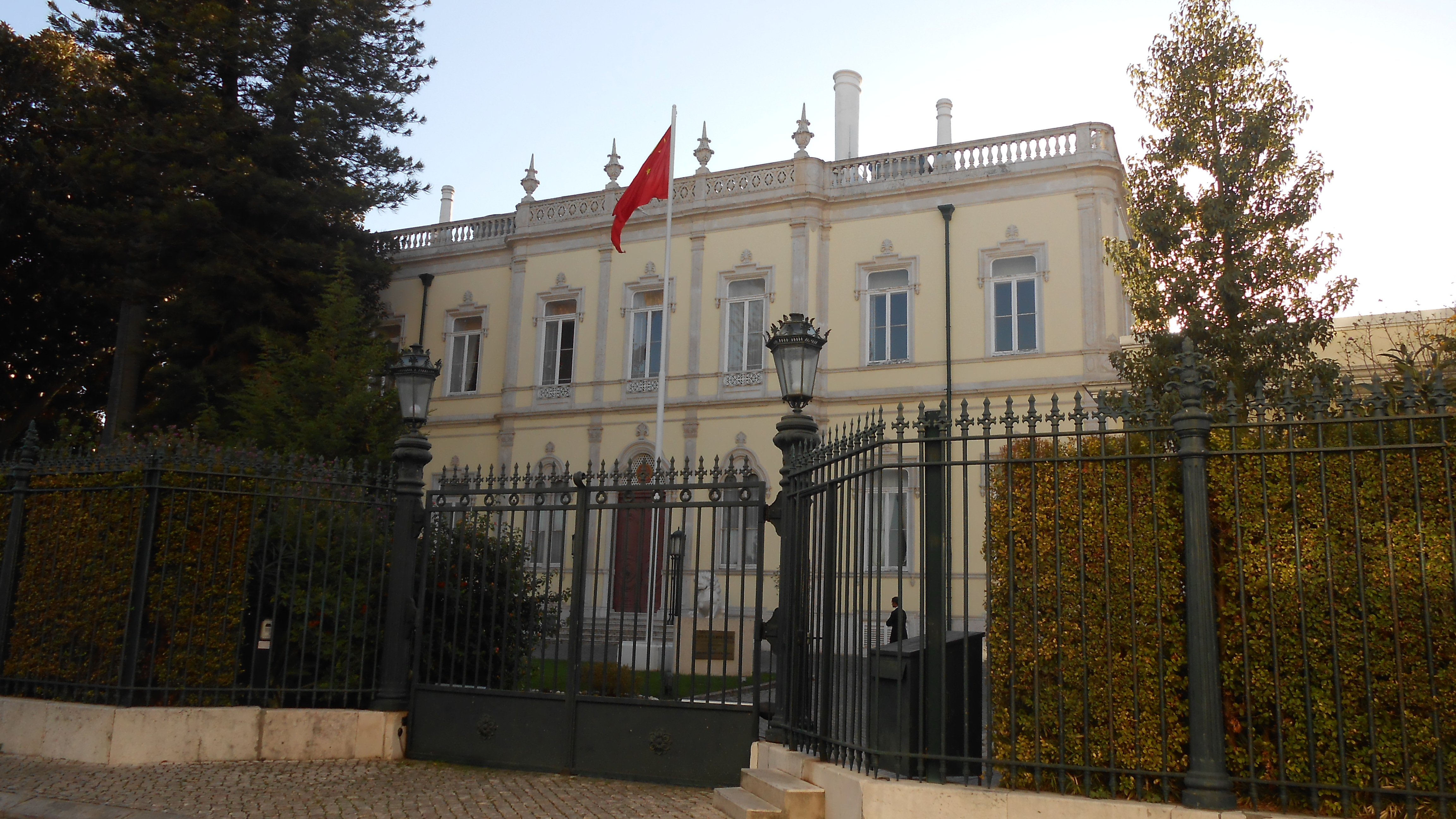
Ambassade à Lisbonne.
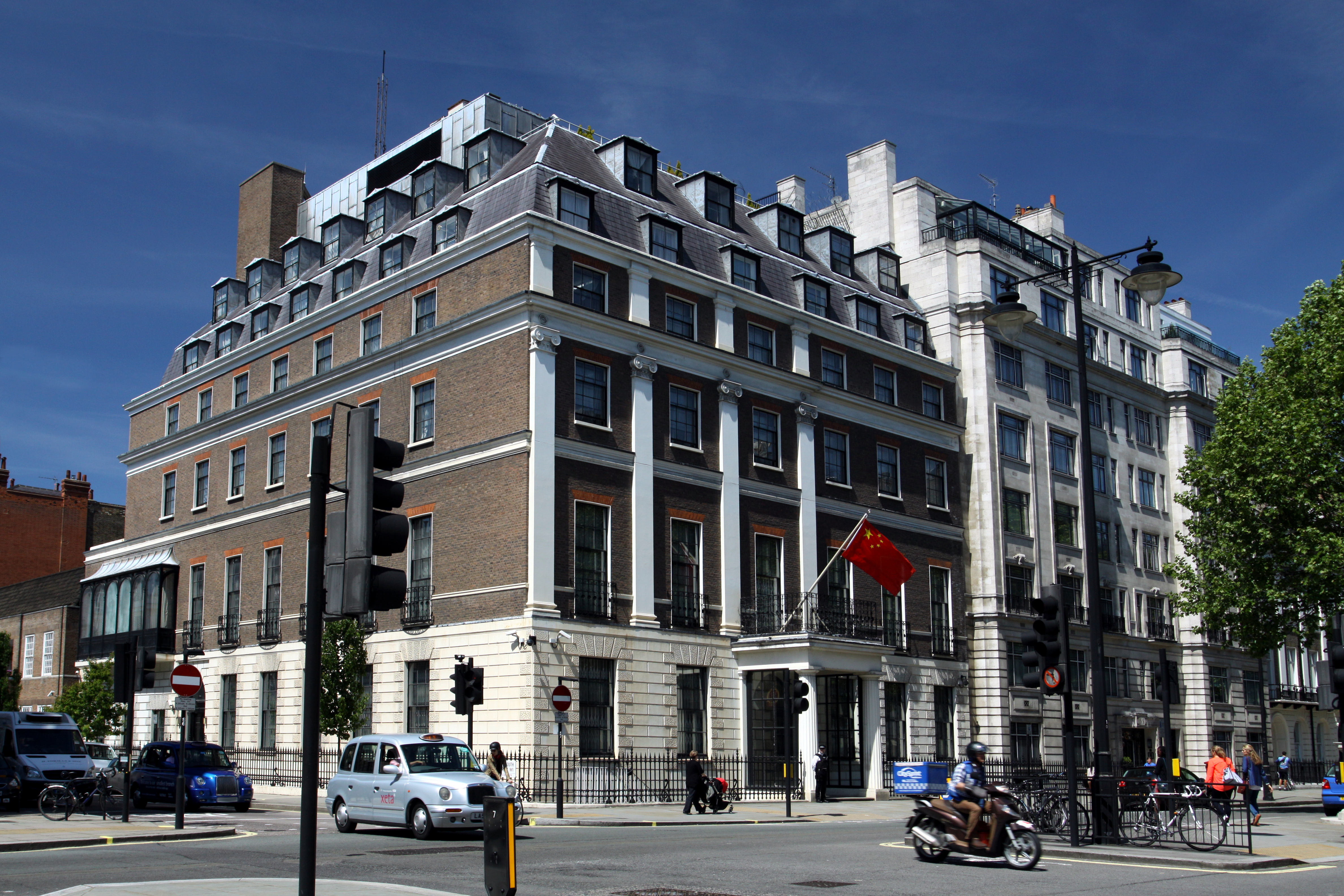
Ambassade à Londres.
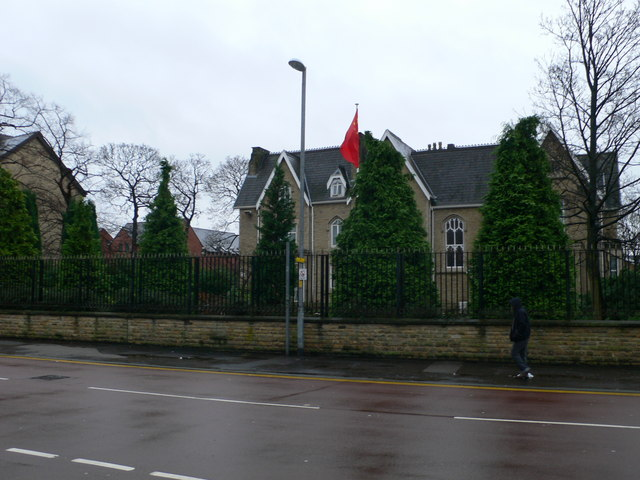
Consulat général à Manchester.
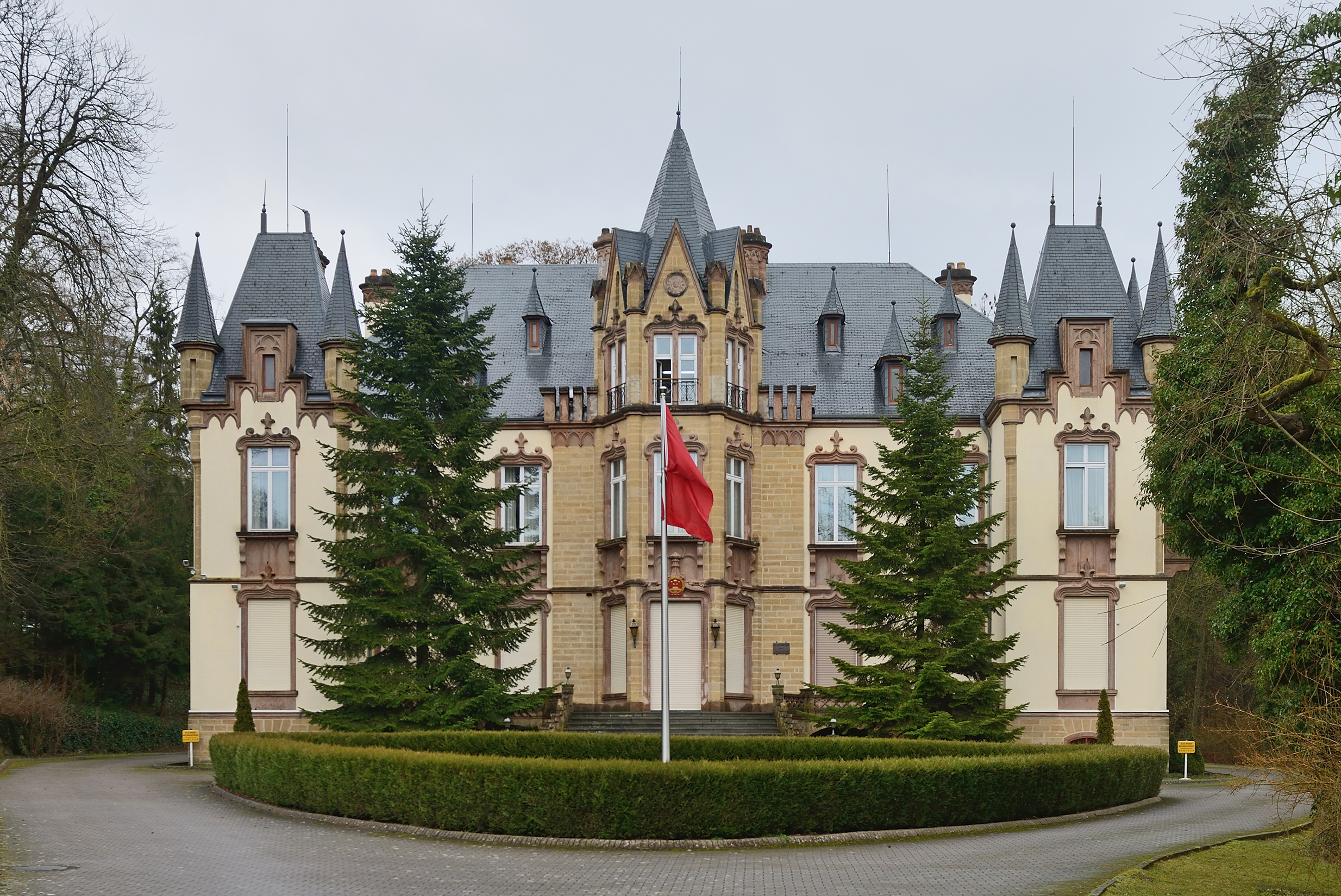
Ambassade au Luxembourg.
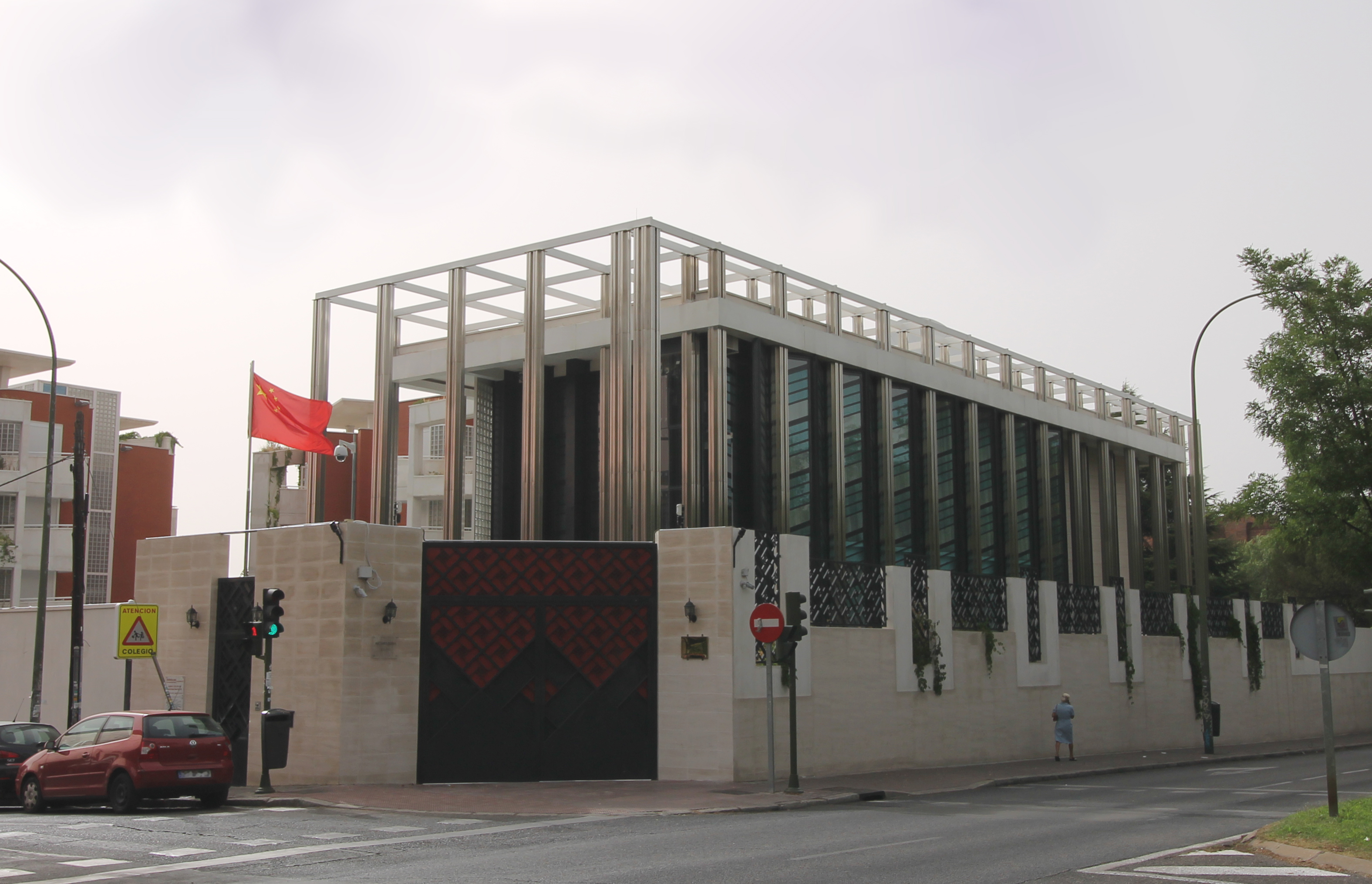
Ambassade à Madrid.
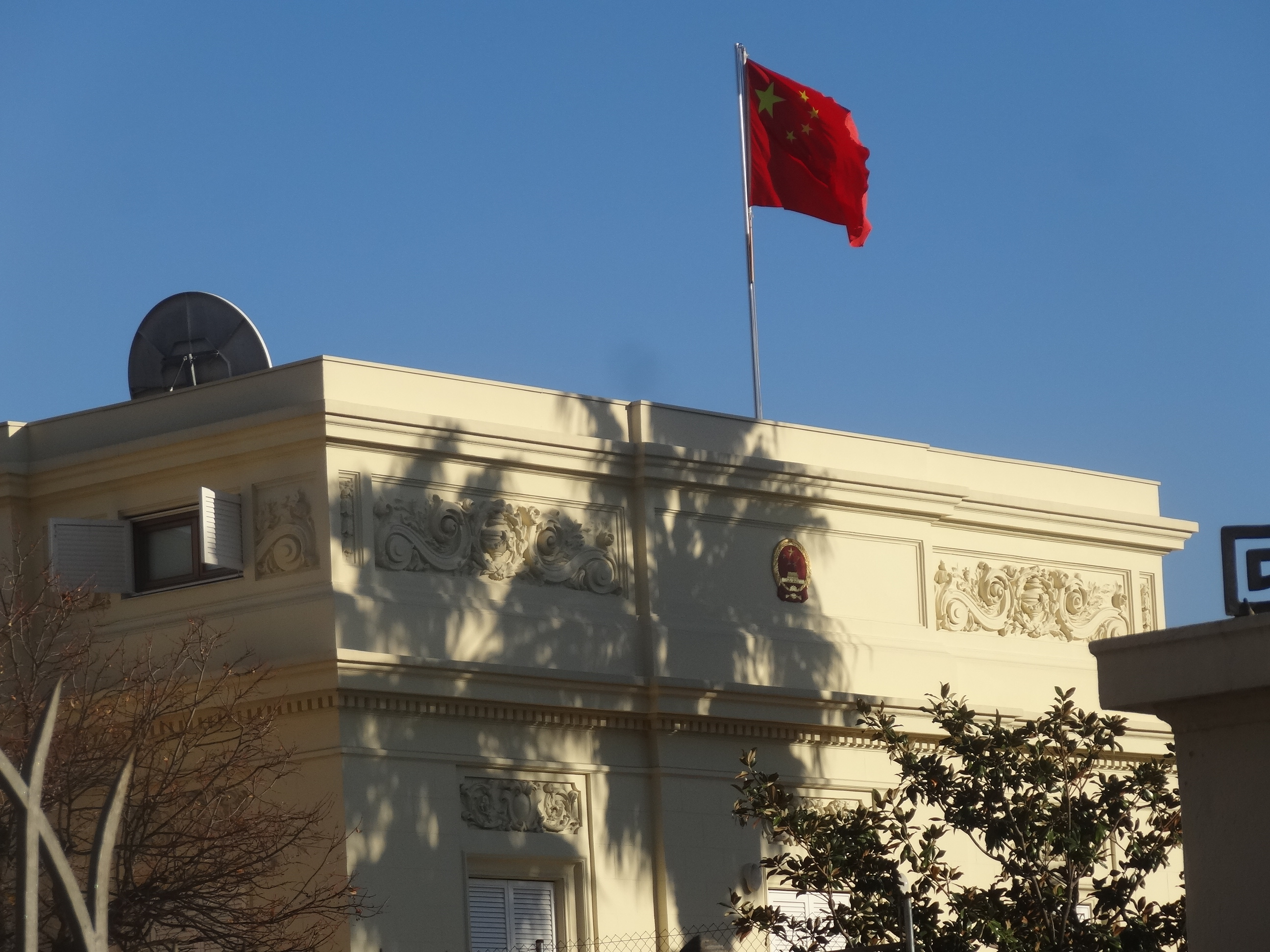
Consulat général à Barcelone.
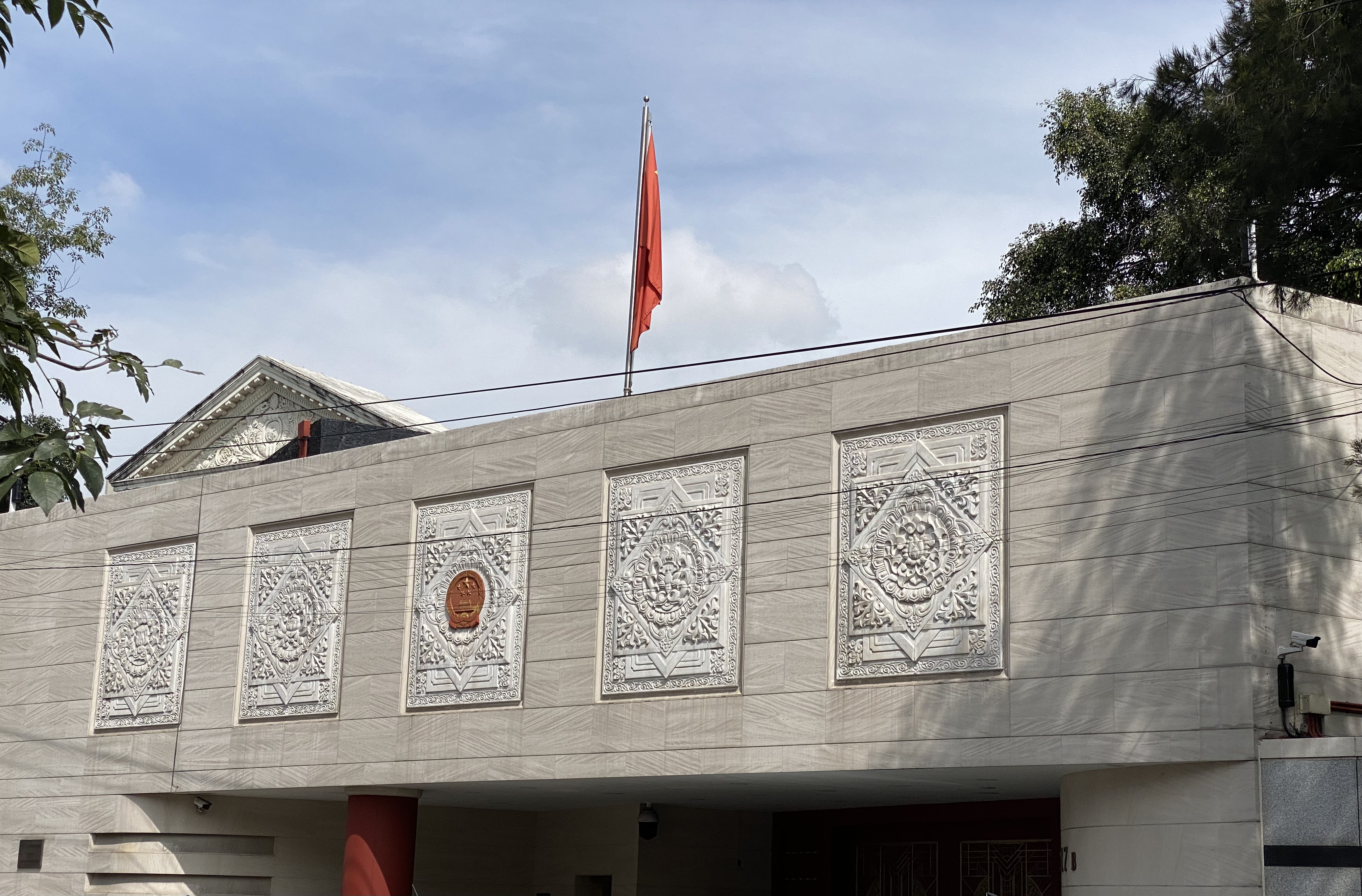
Ambassade à Mexico.
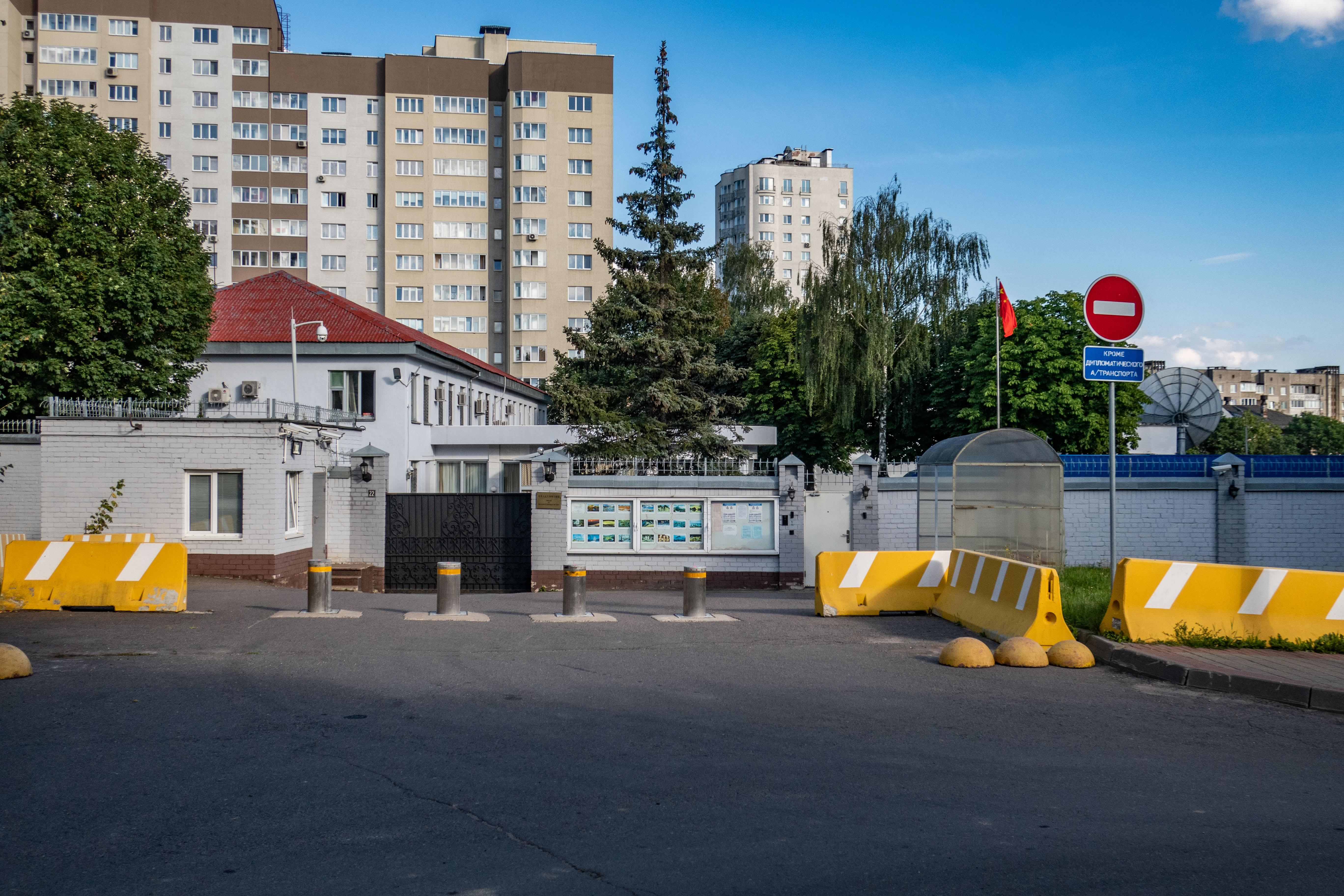
Ambassade à Minsk.
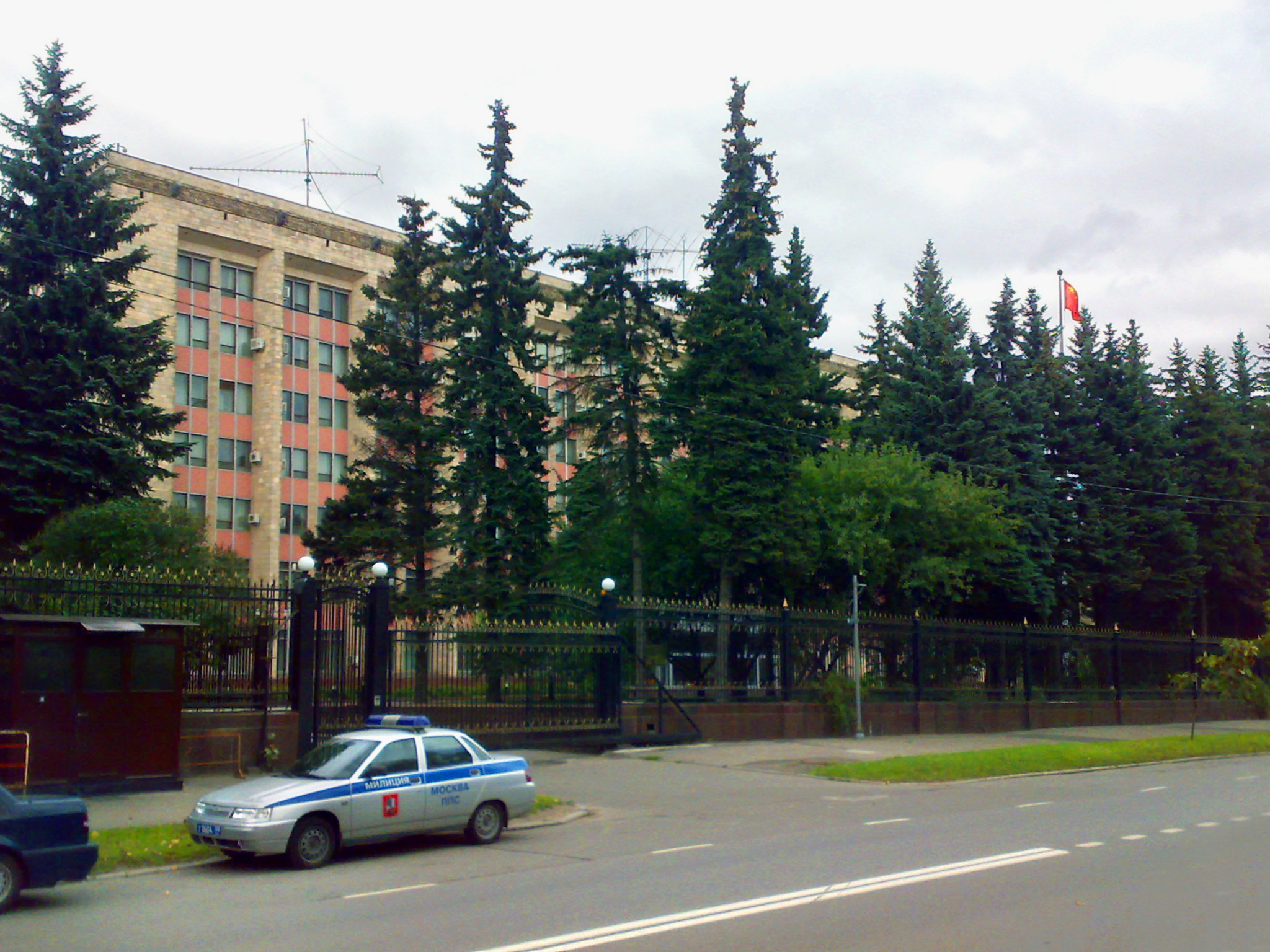
Ambassade à Moscou.
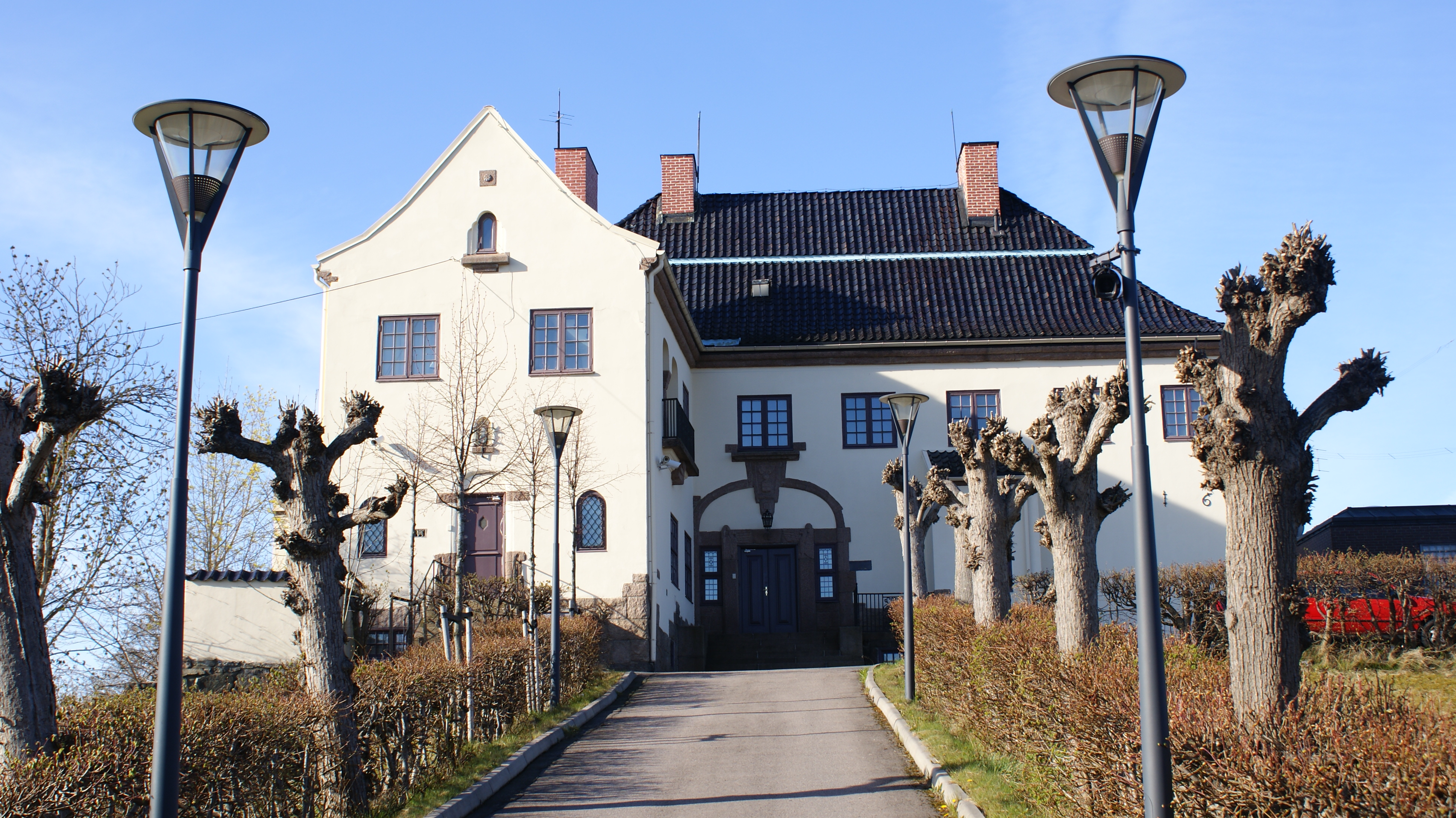
Ambassade à Oslo.
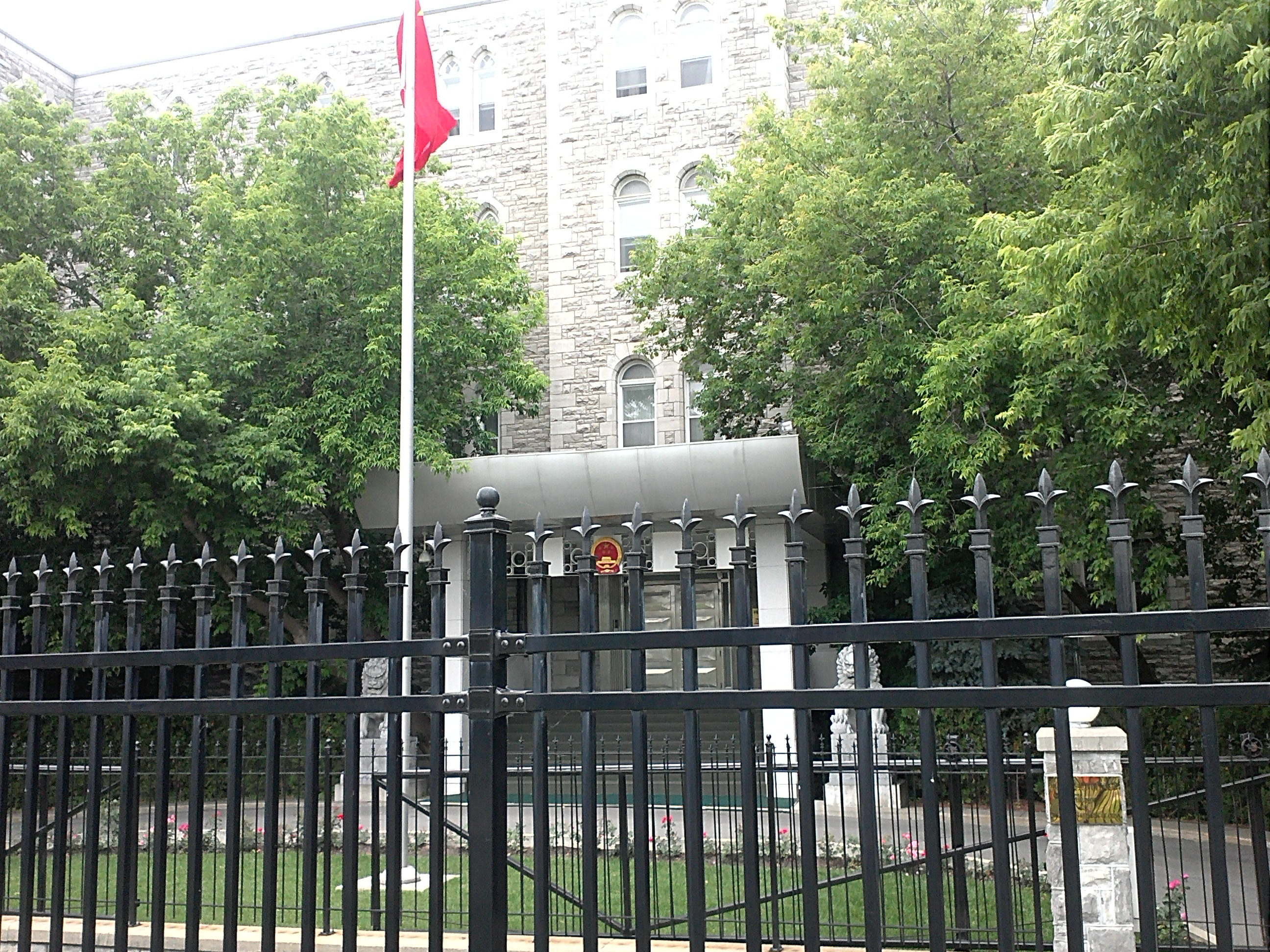
Ambassade à Ottawa.
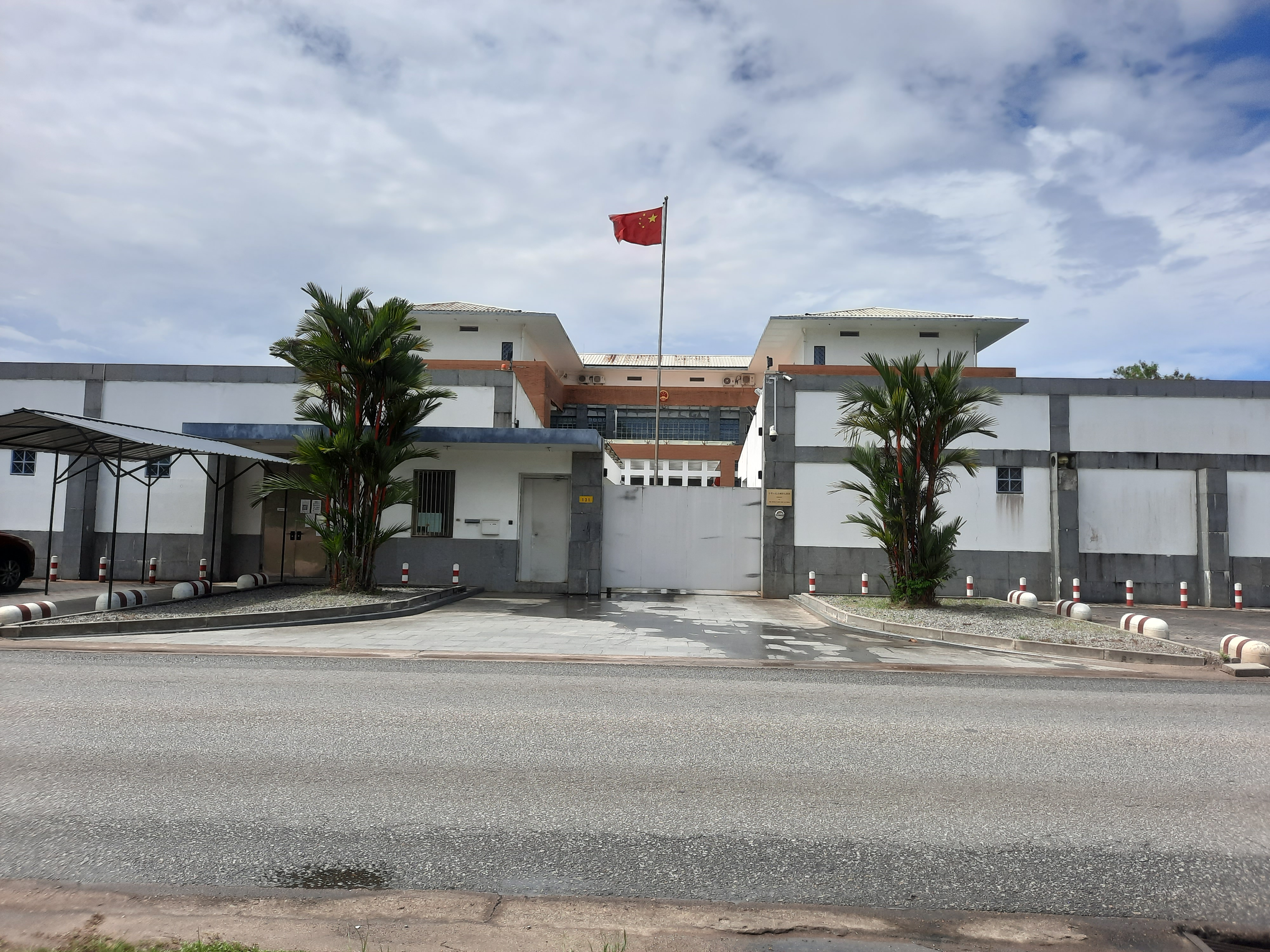
Ambassade à Paramaribo.
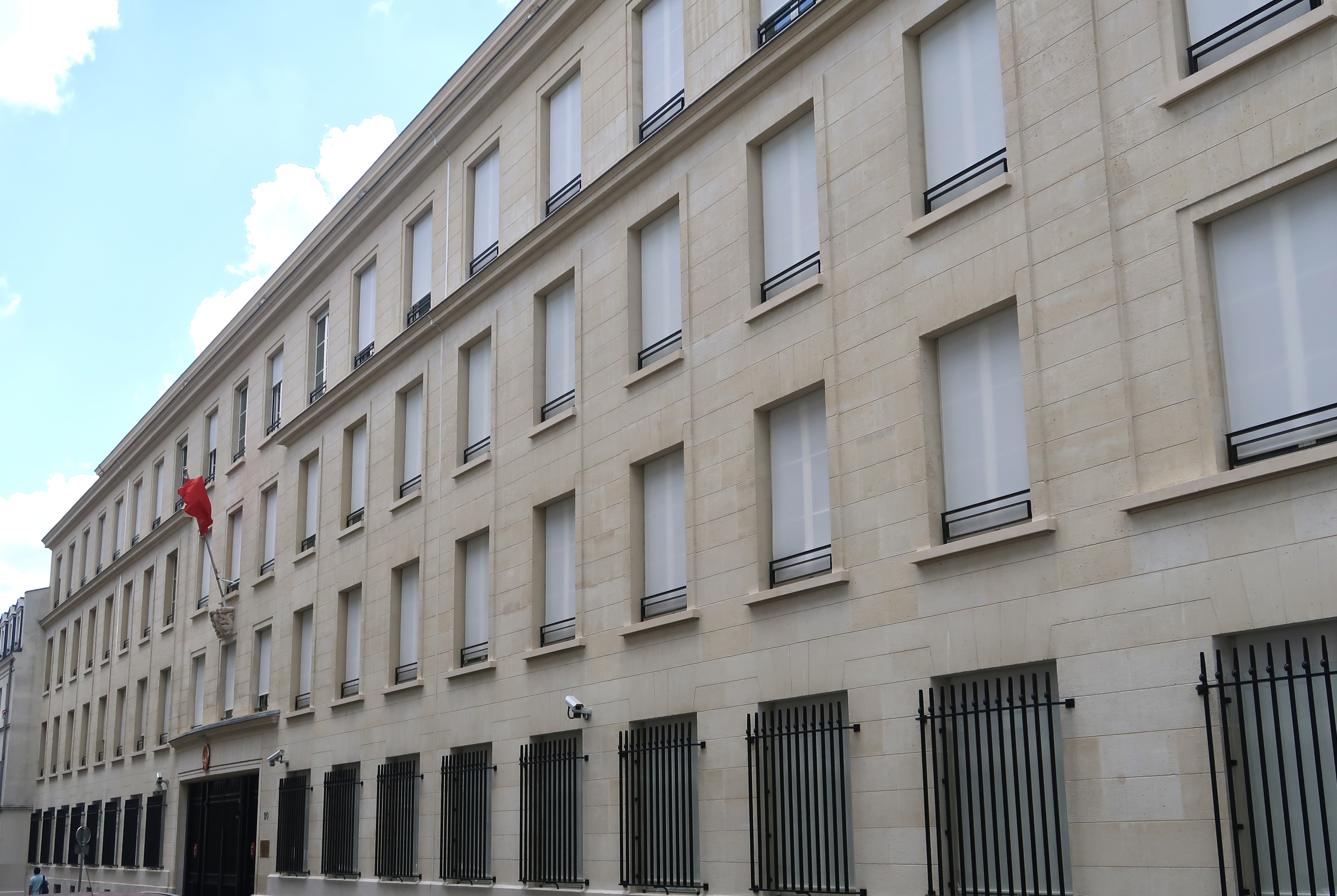
Ambassade à Paris.
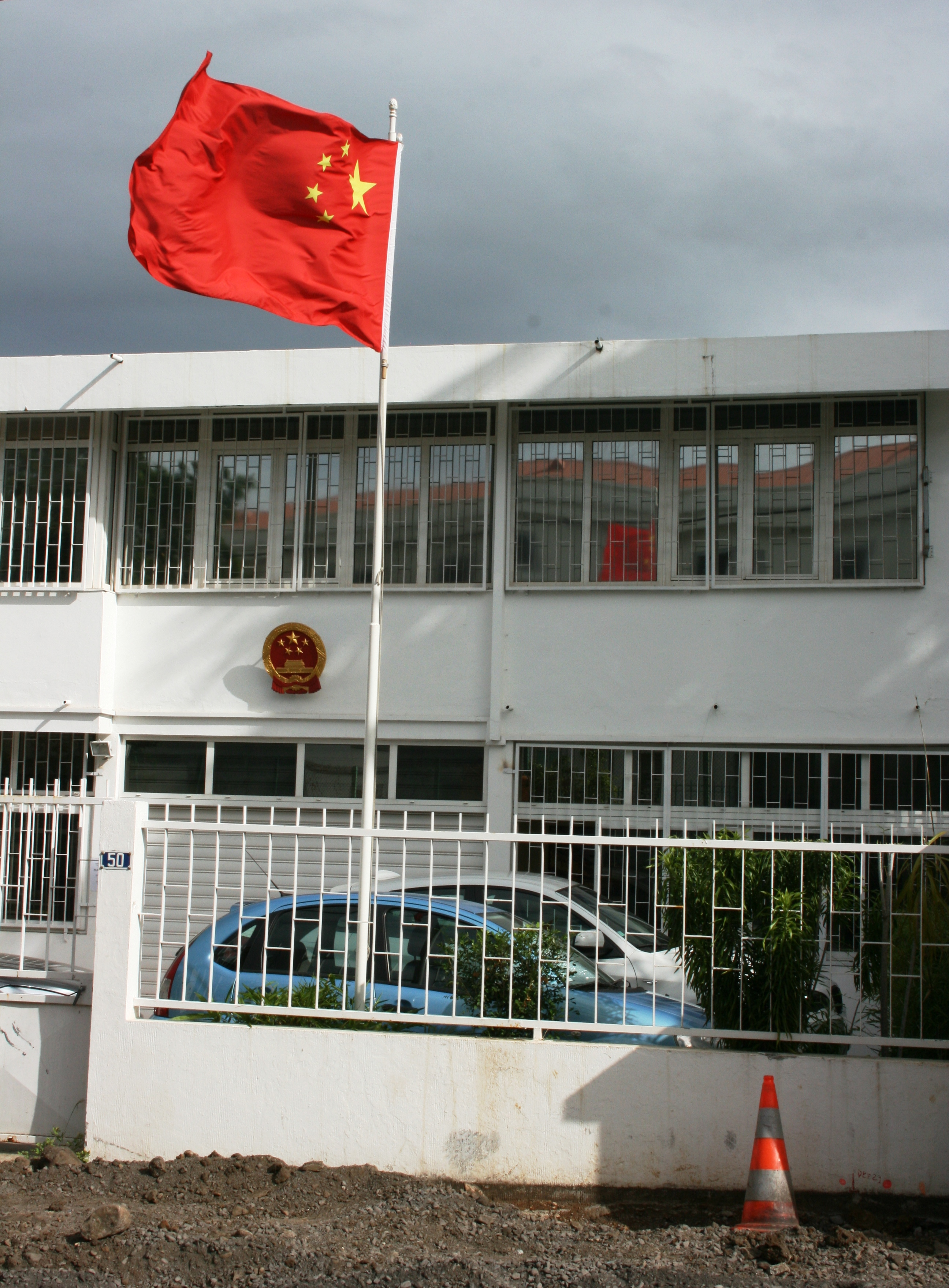
Consulat général à Saint-Denis.
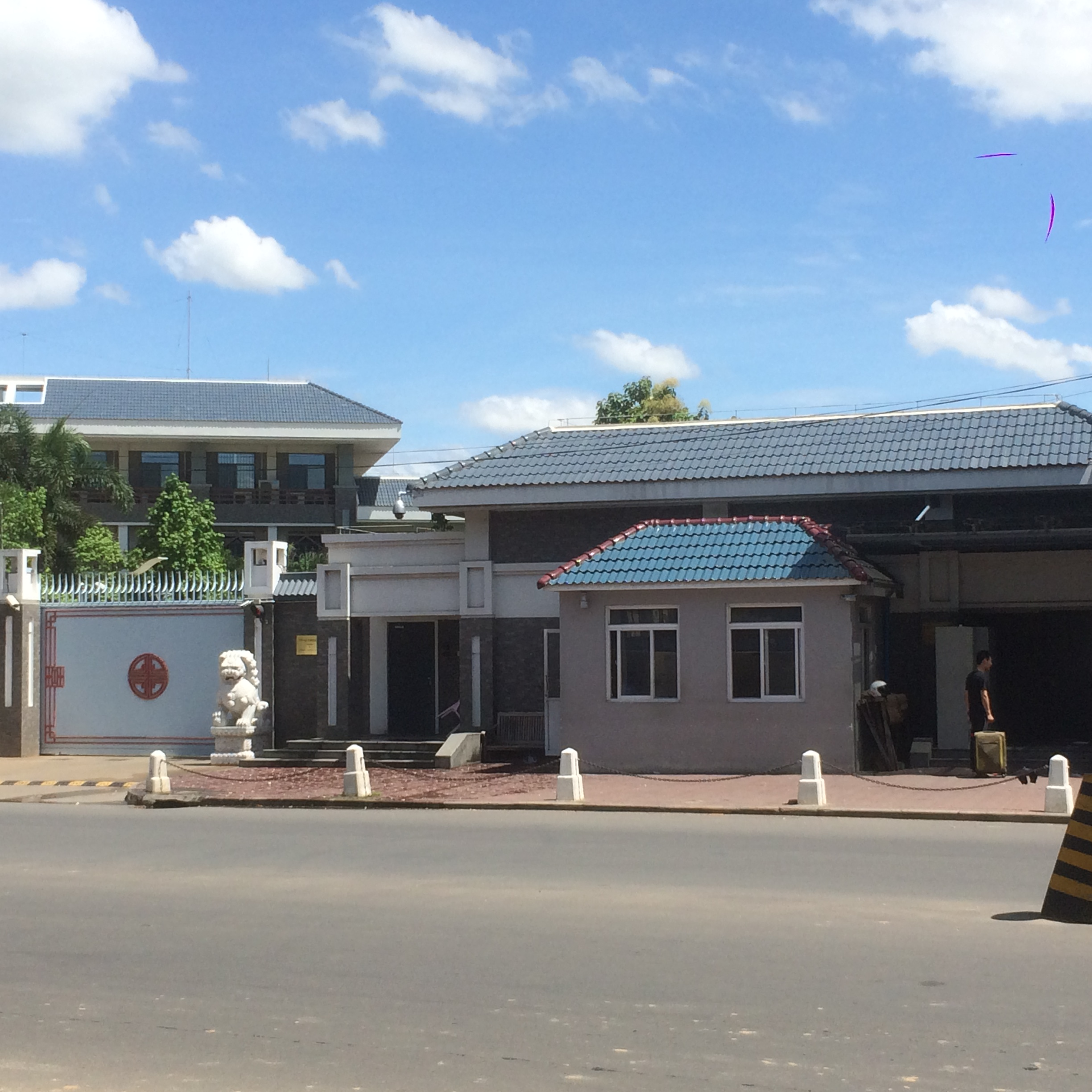
Ambassade à Phnom Penh.
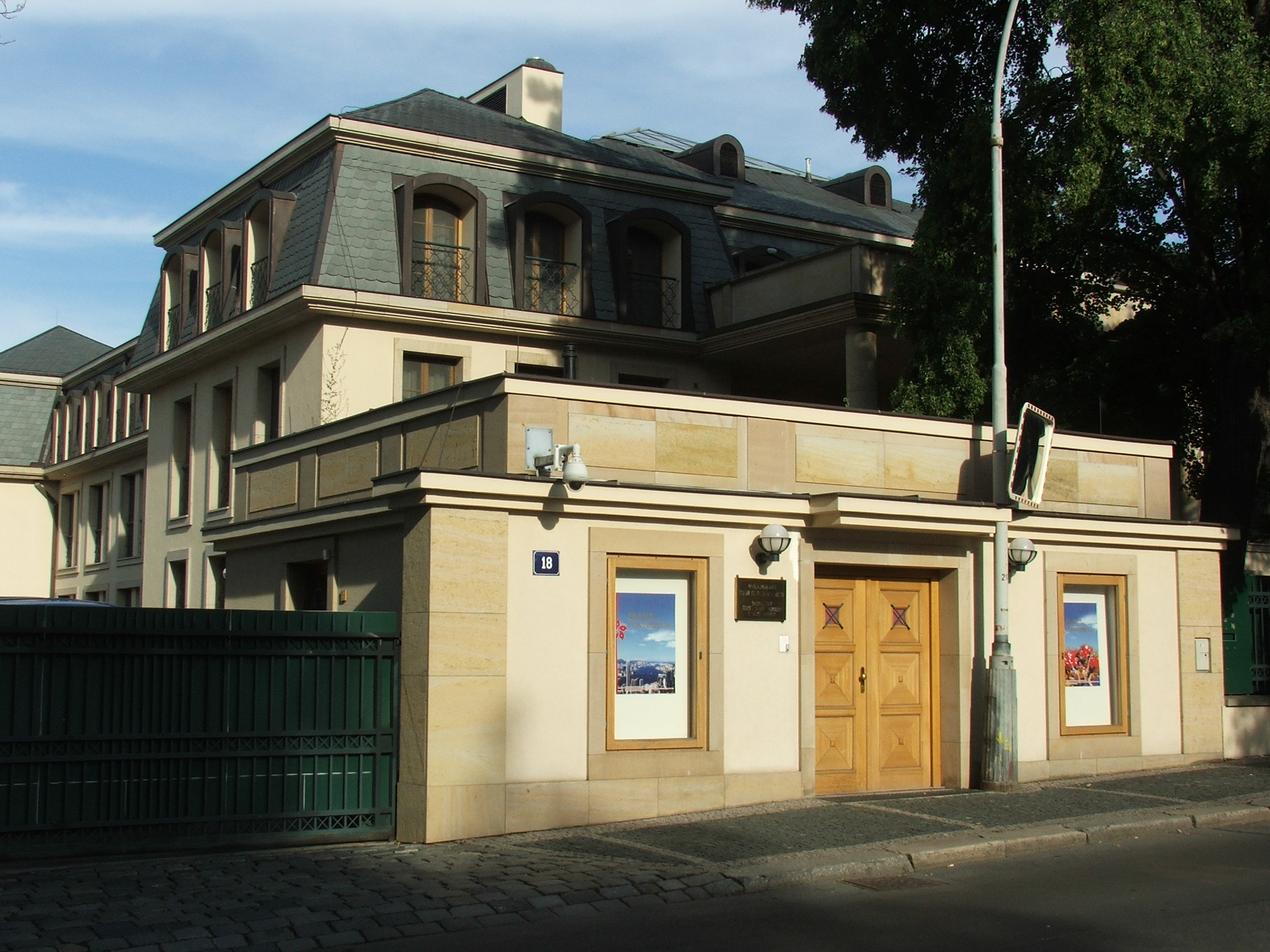
Ambassade à Prague.
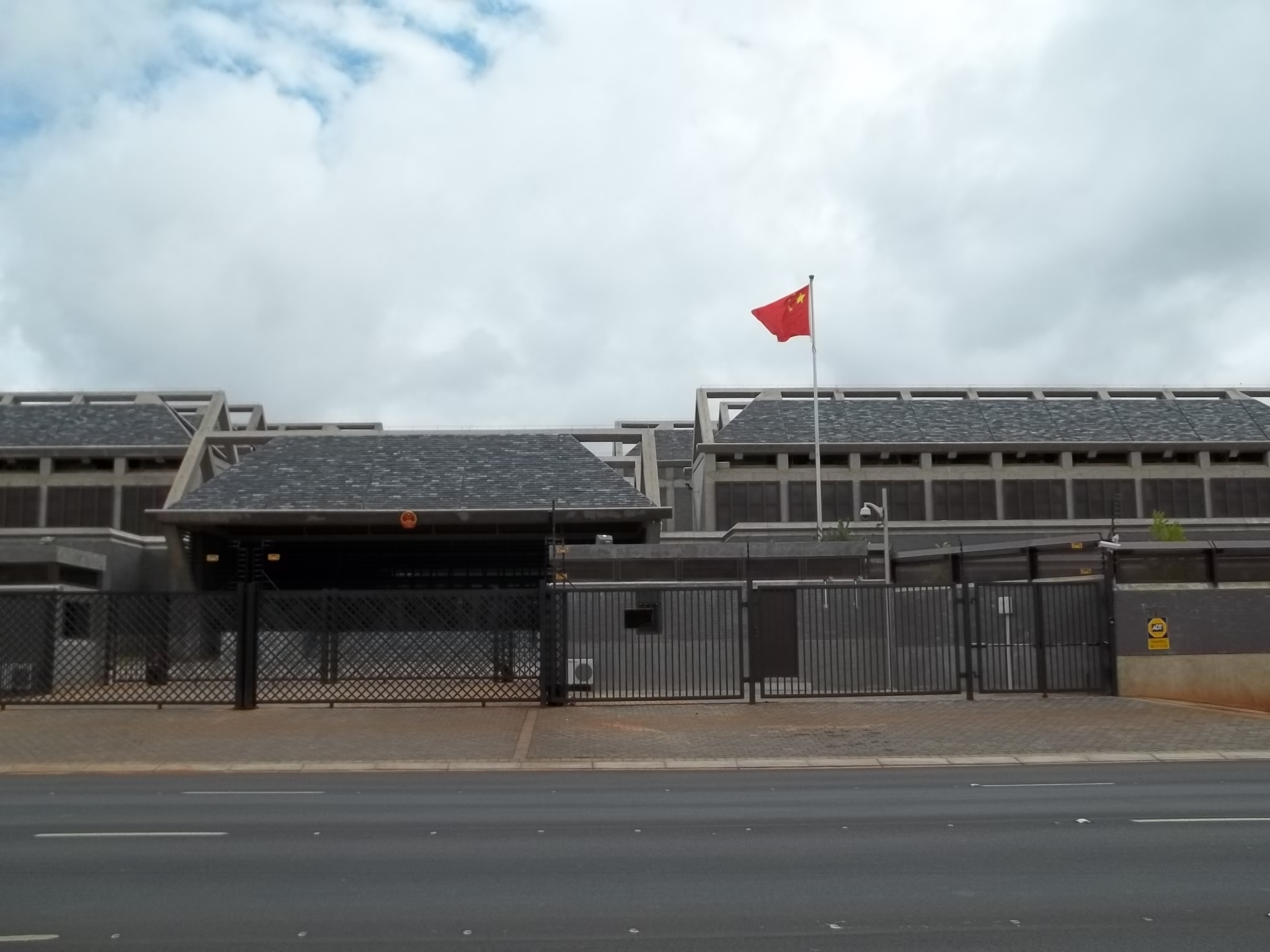
Ambassade à Pretoria.
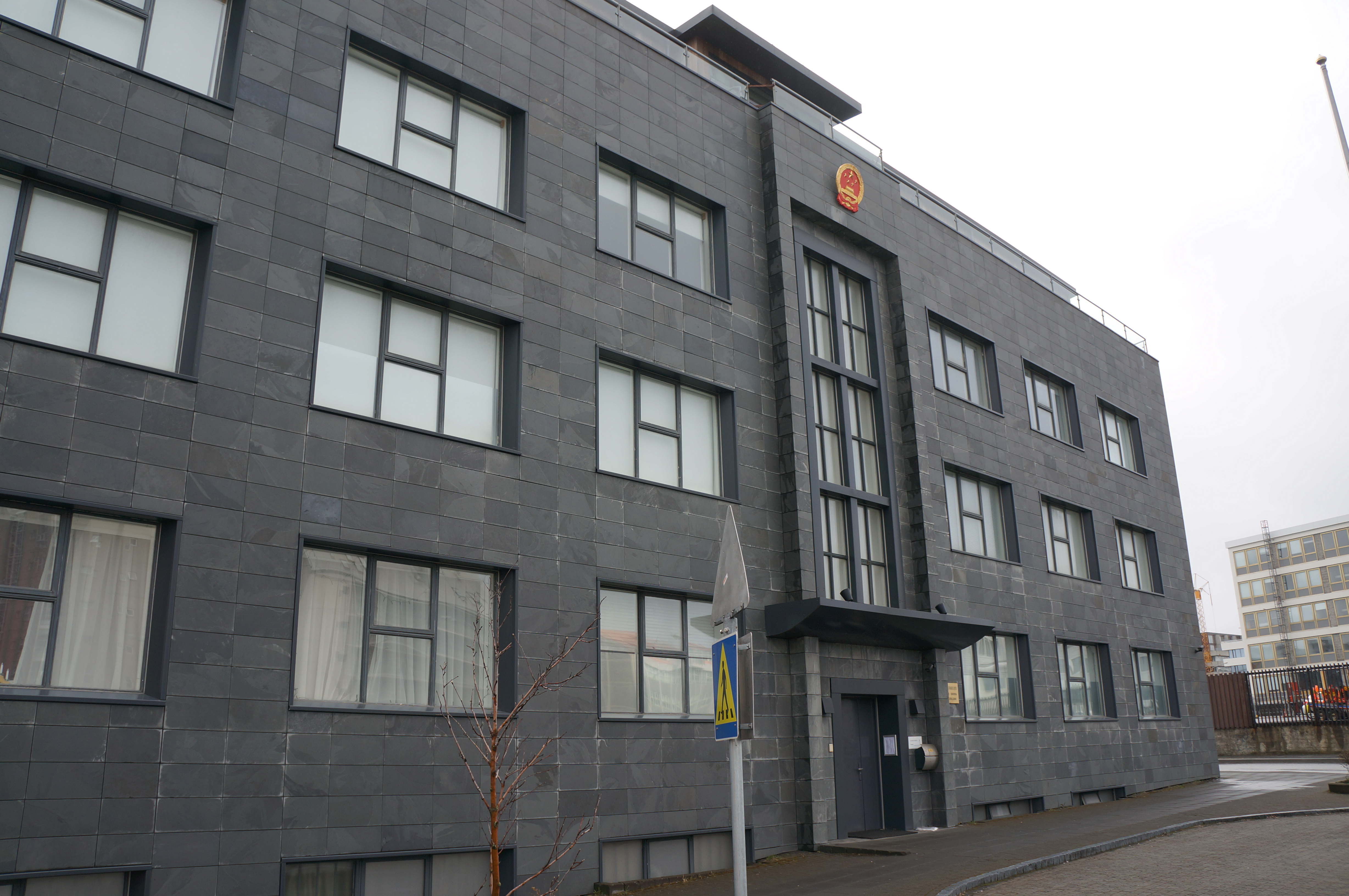
Ambassade à Reykjavik.
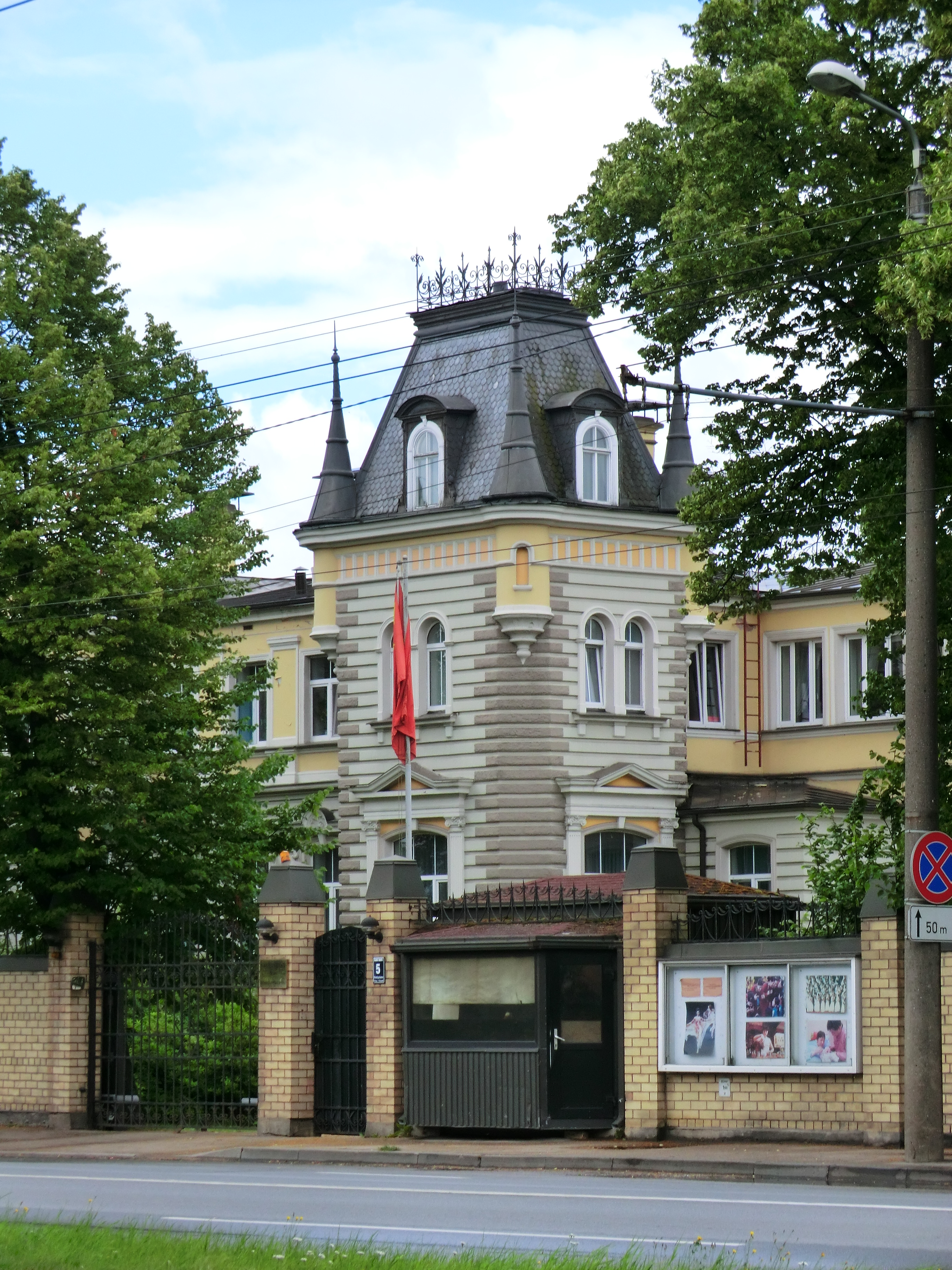
Ambassade à Riga.
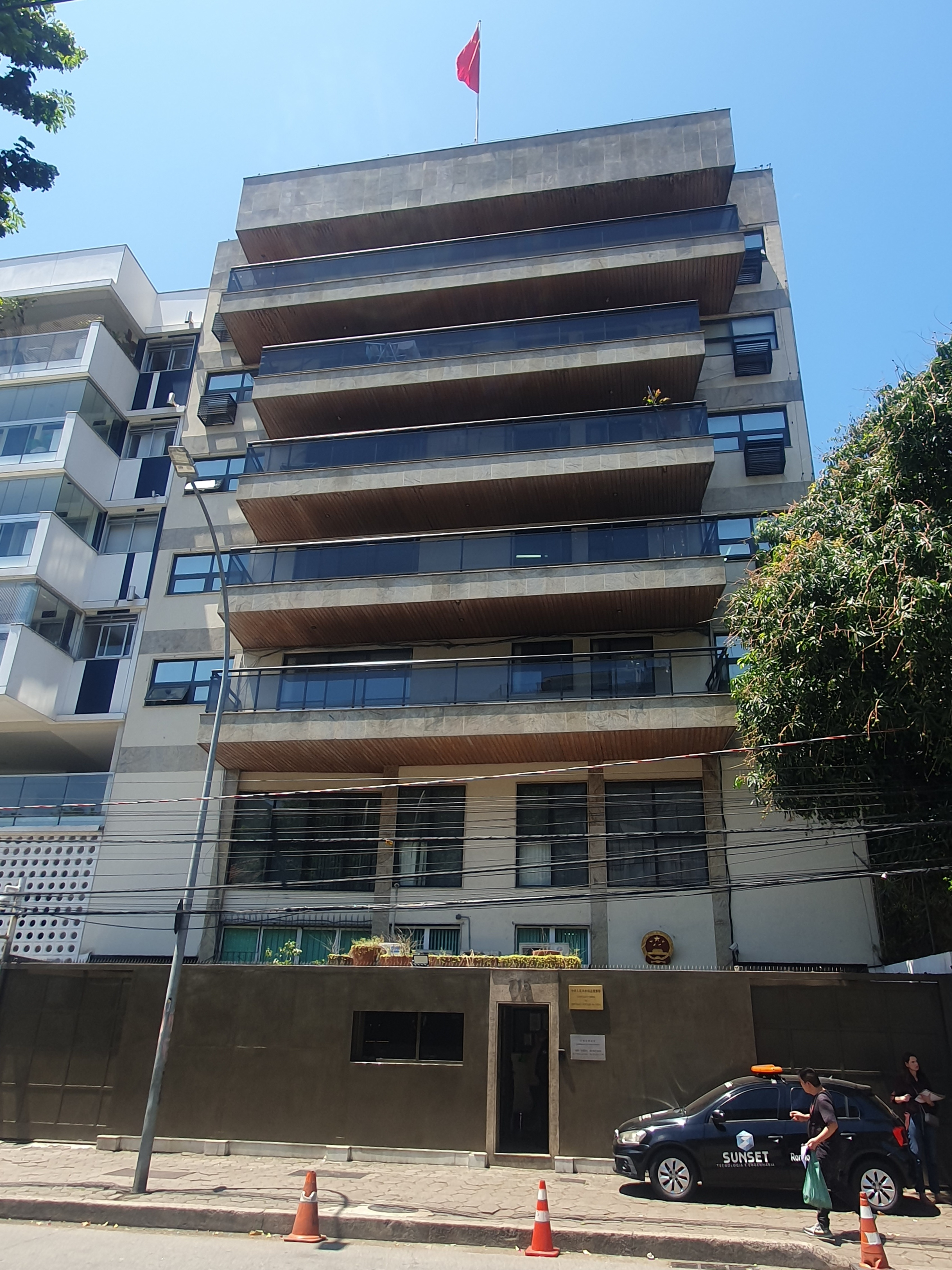
Consulat général à Rio de Janeiro.
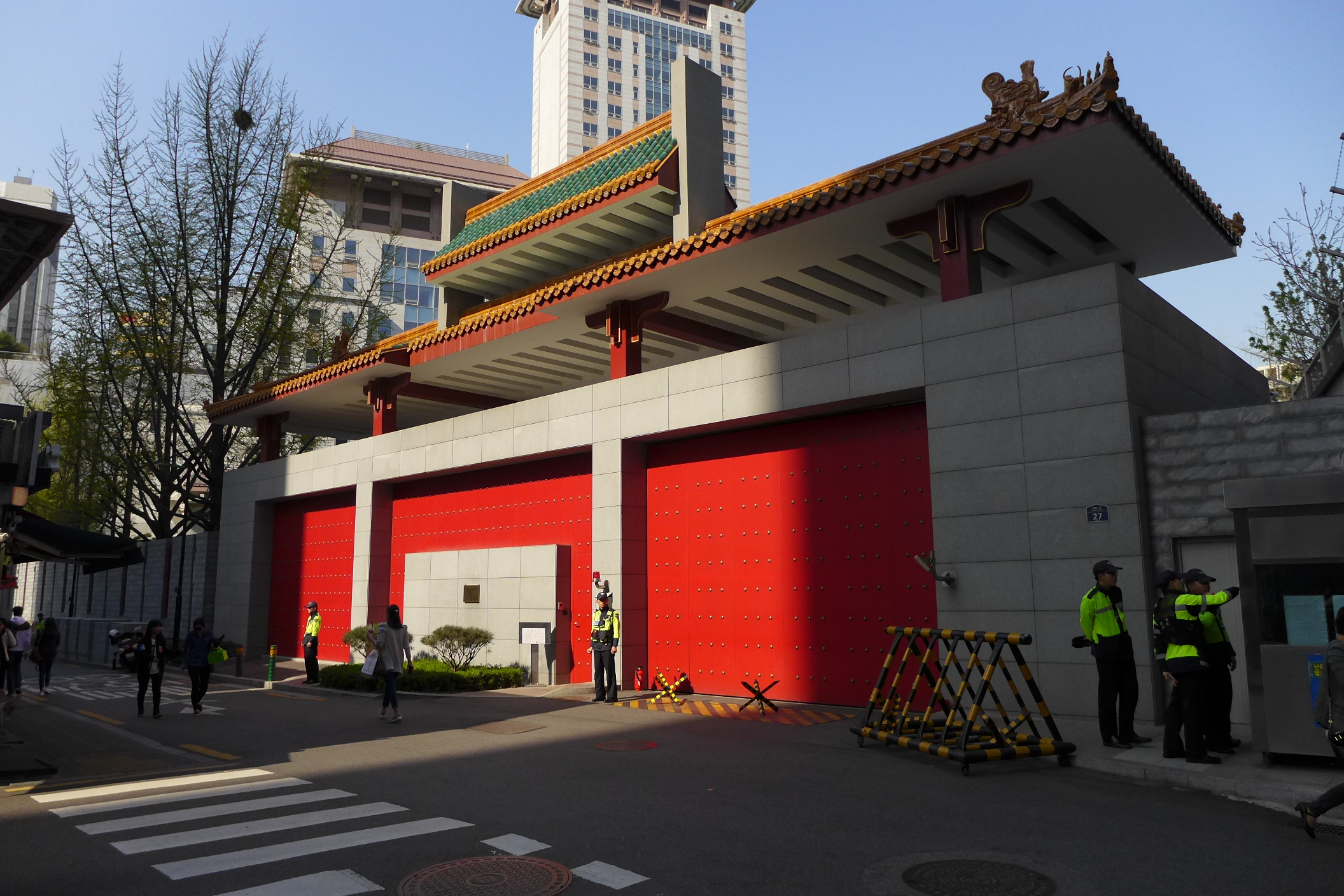
Ambassade à Séoul.
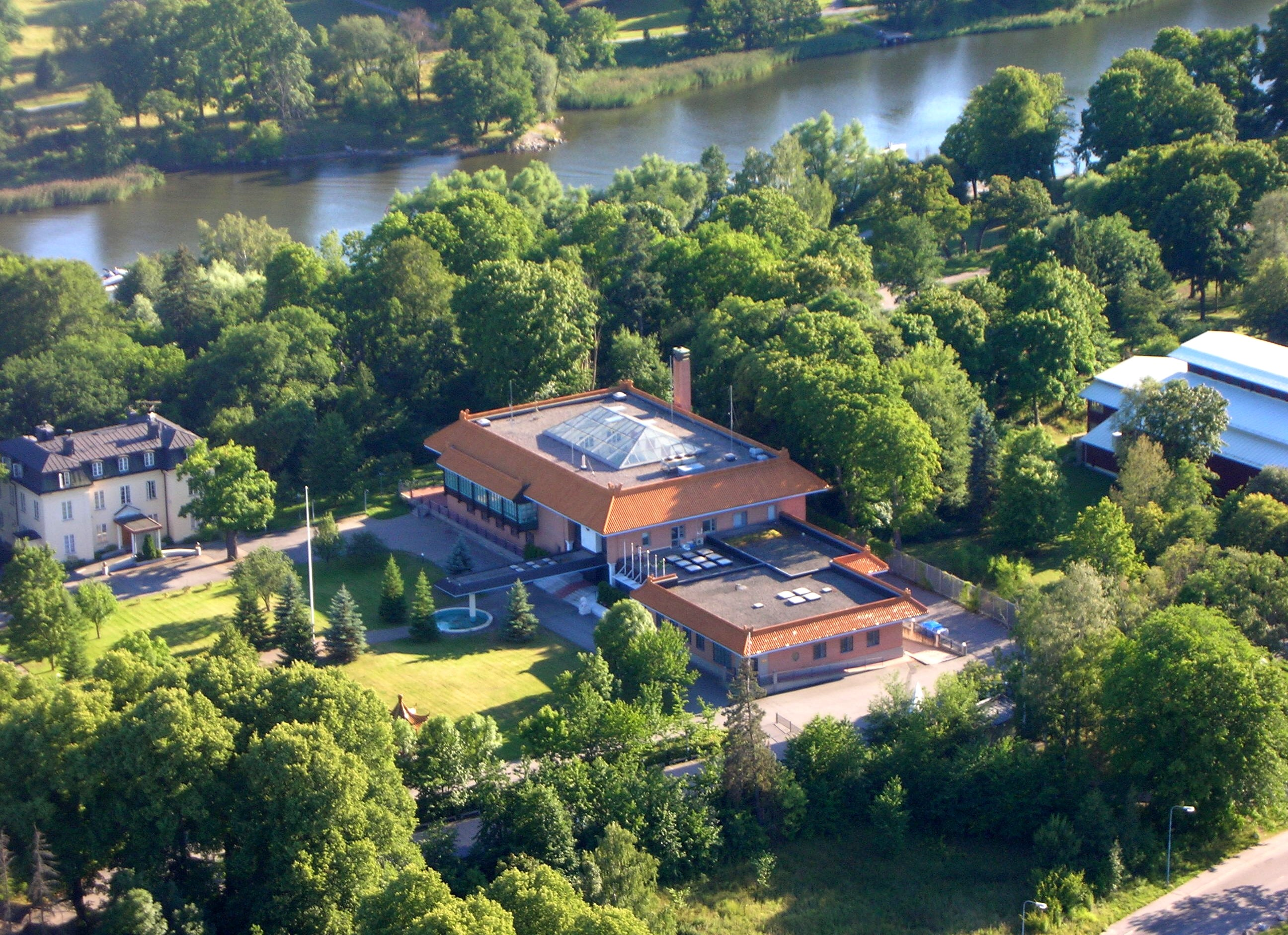
Ambassade à Stockholm.
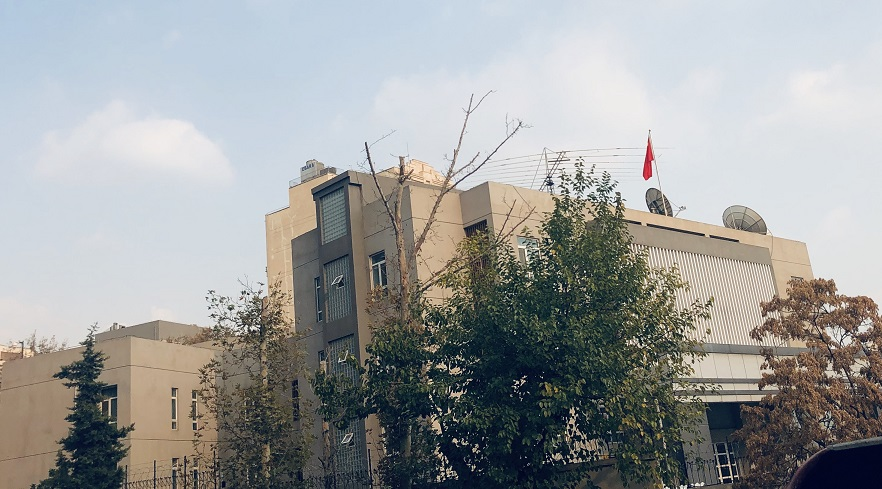
Ambassade à Téhéran.
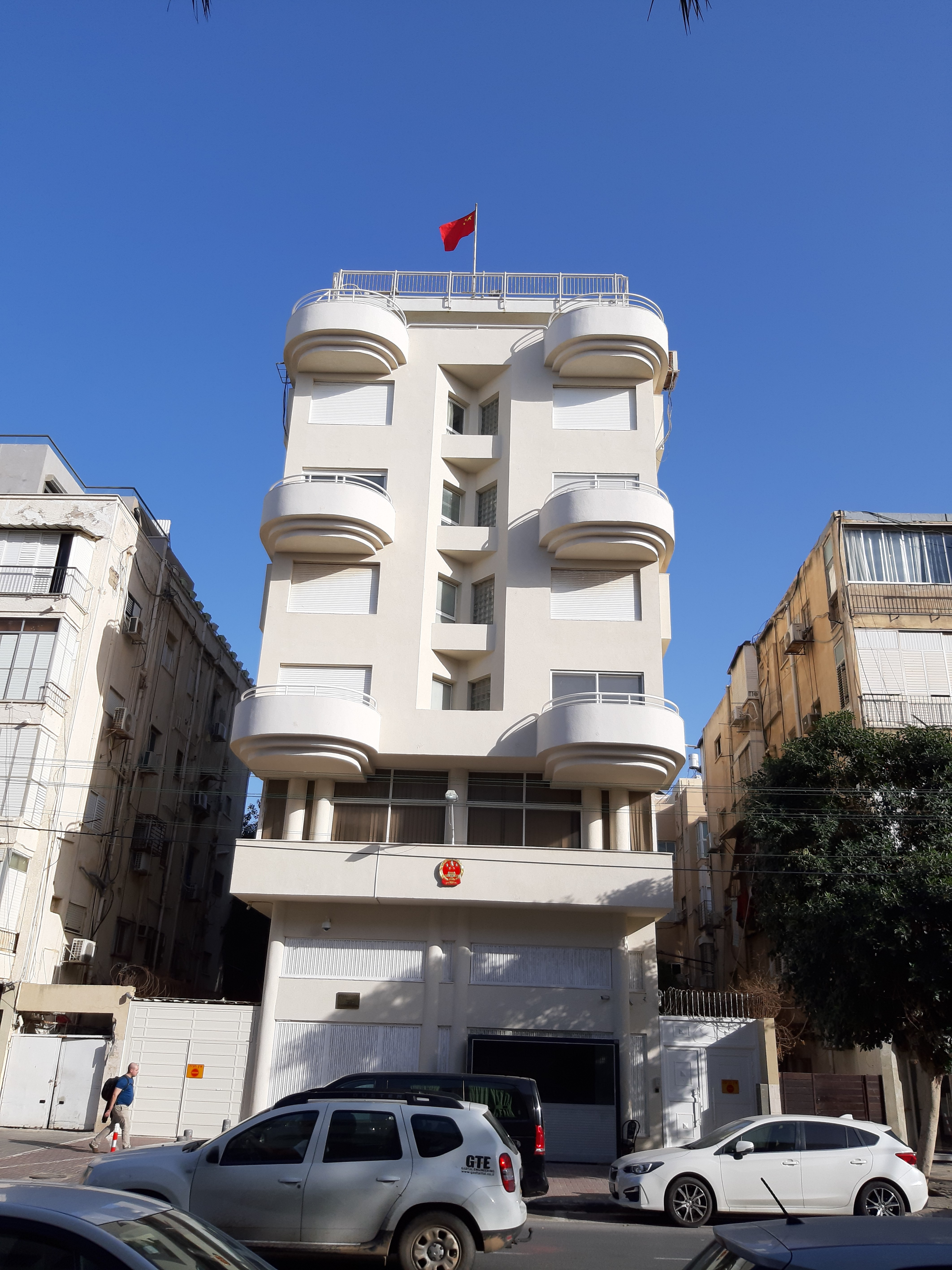
Ambassade à Tel Aviv.
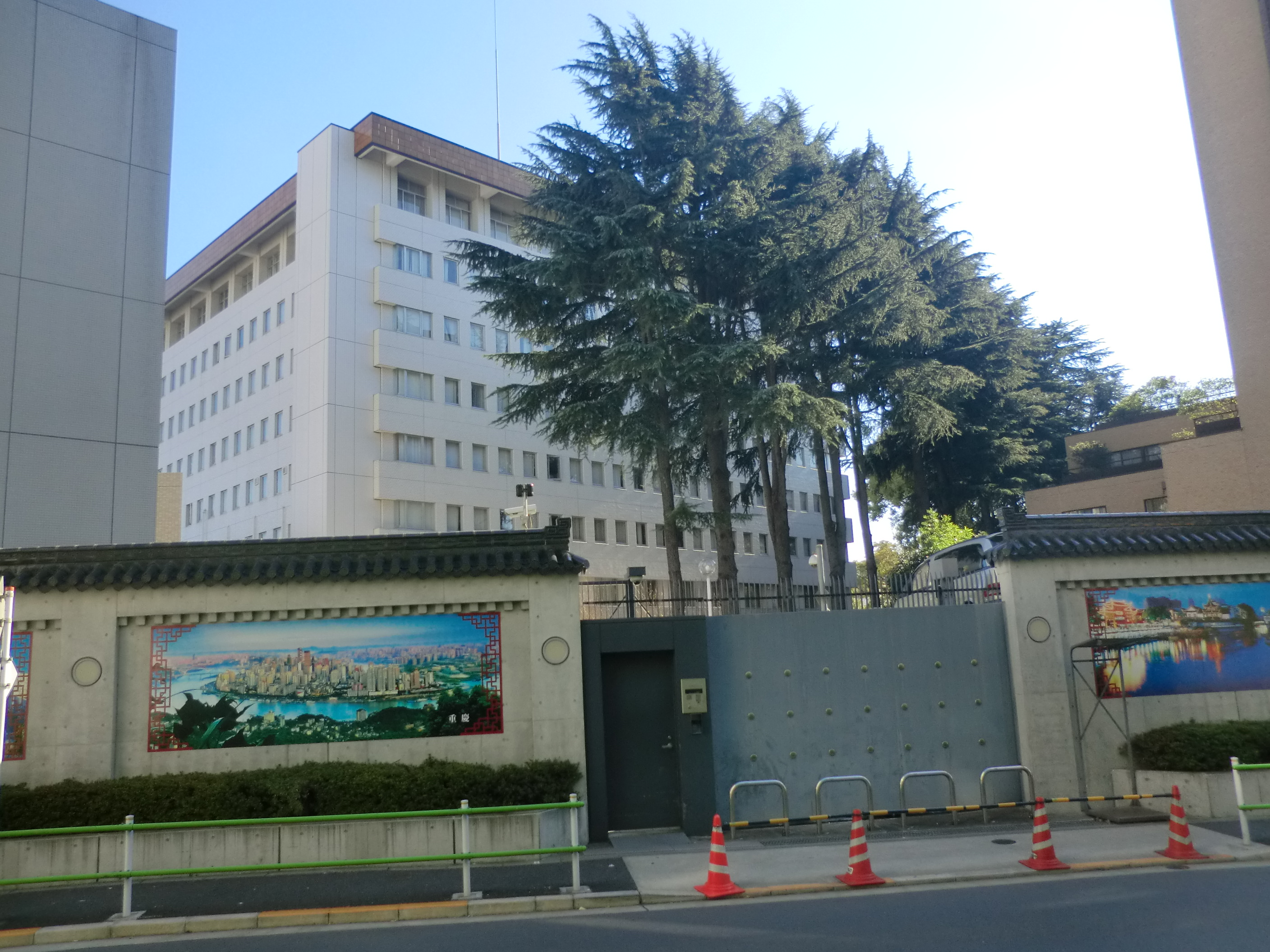
Ambassade à Tokyo.
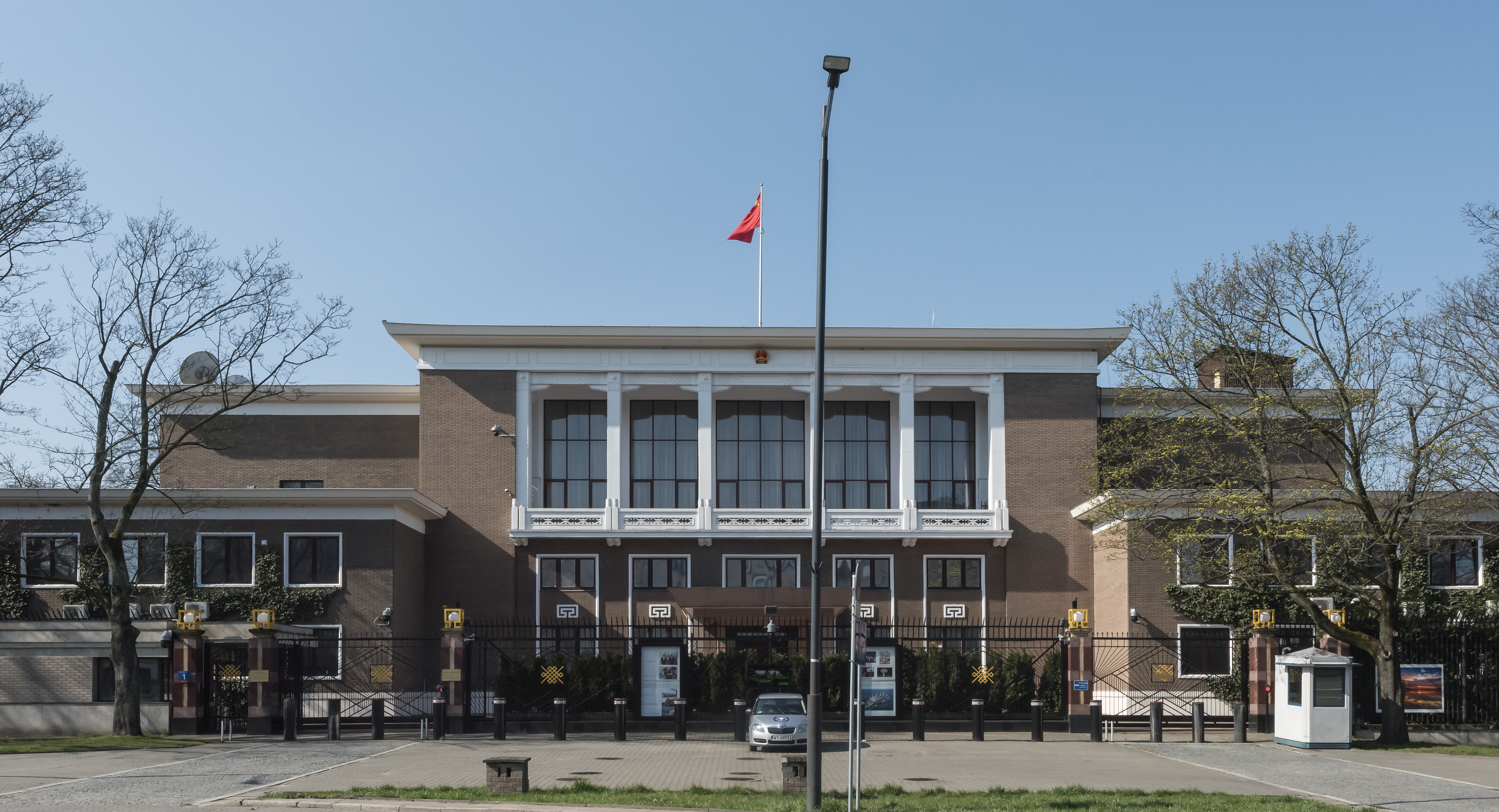
Ambassade à Varsovie.
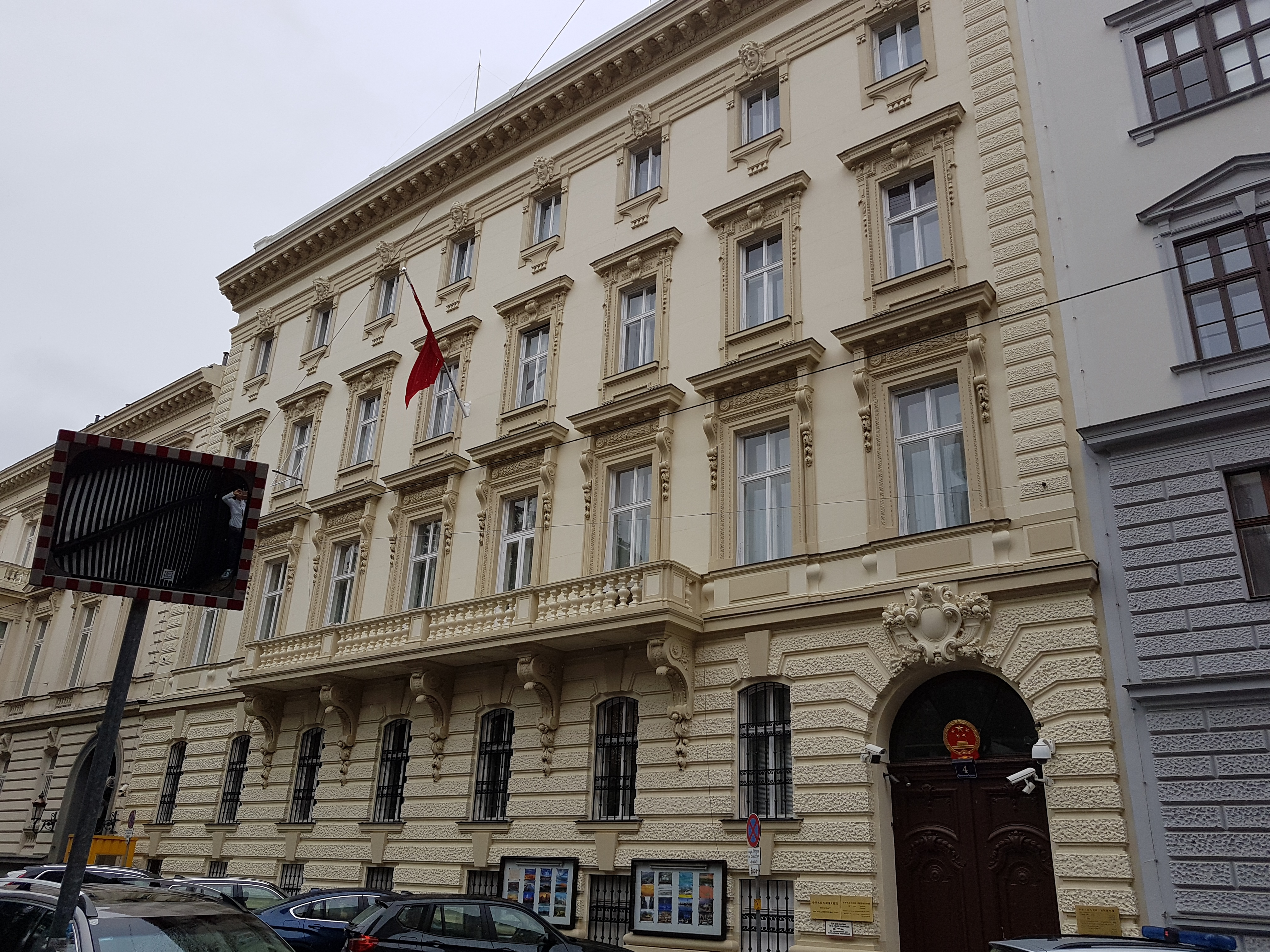
Ambassade à Vienne.
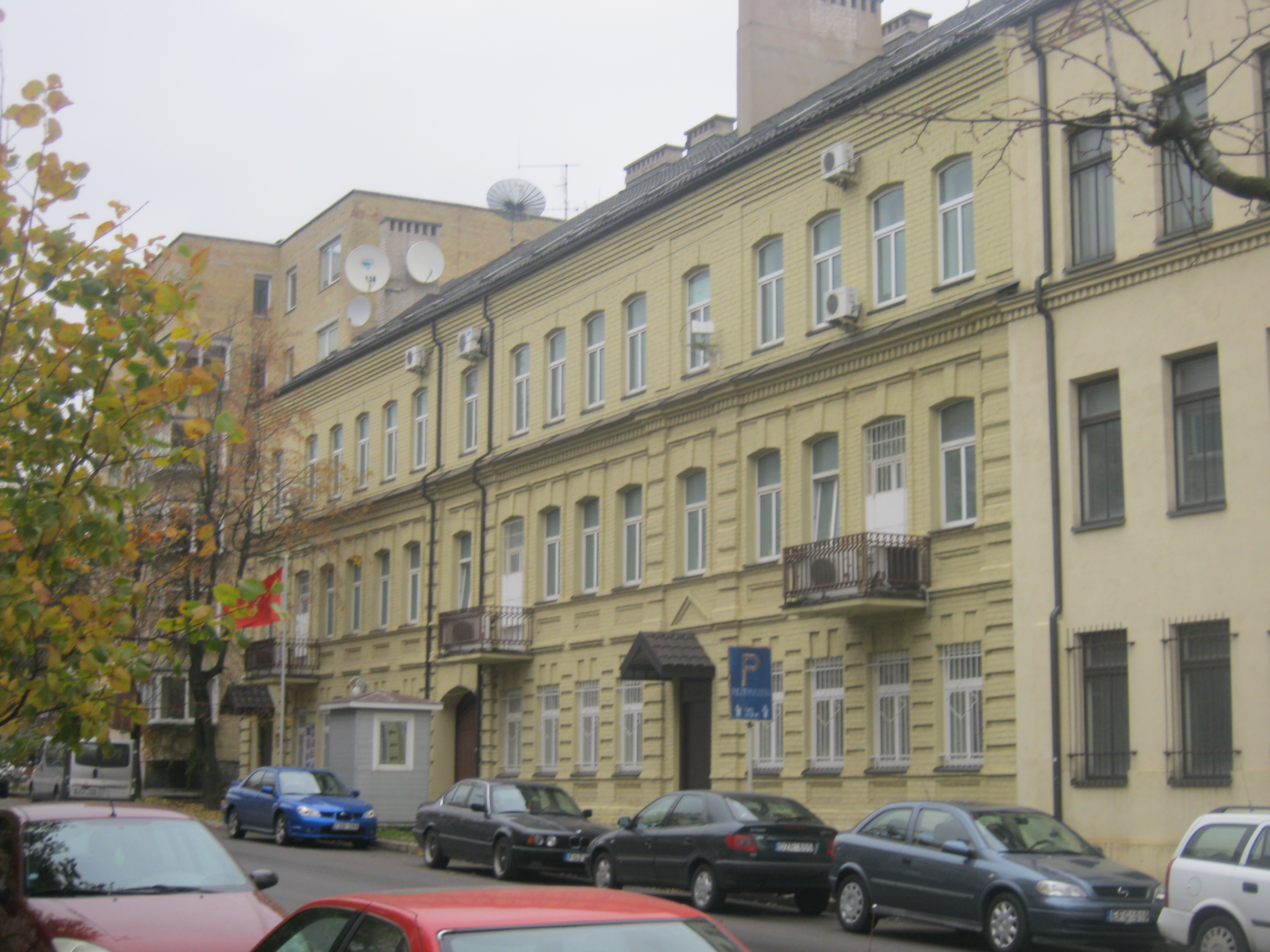
Bureau de l'ambassade à Vilnius.
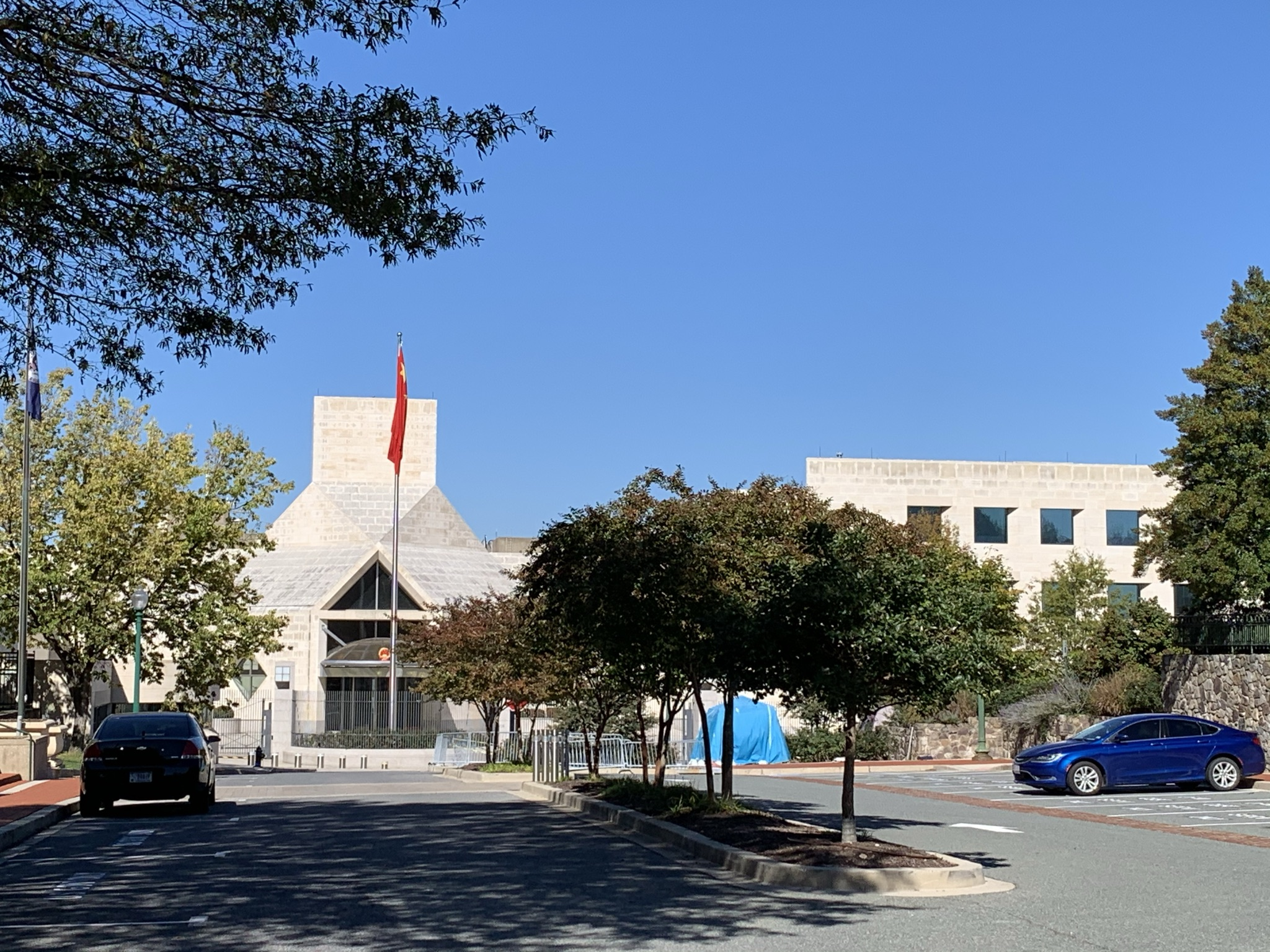
Ambassade à Washington.
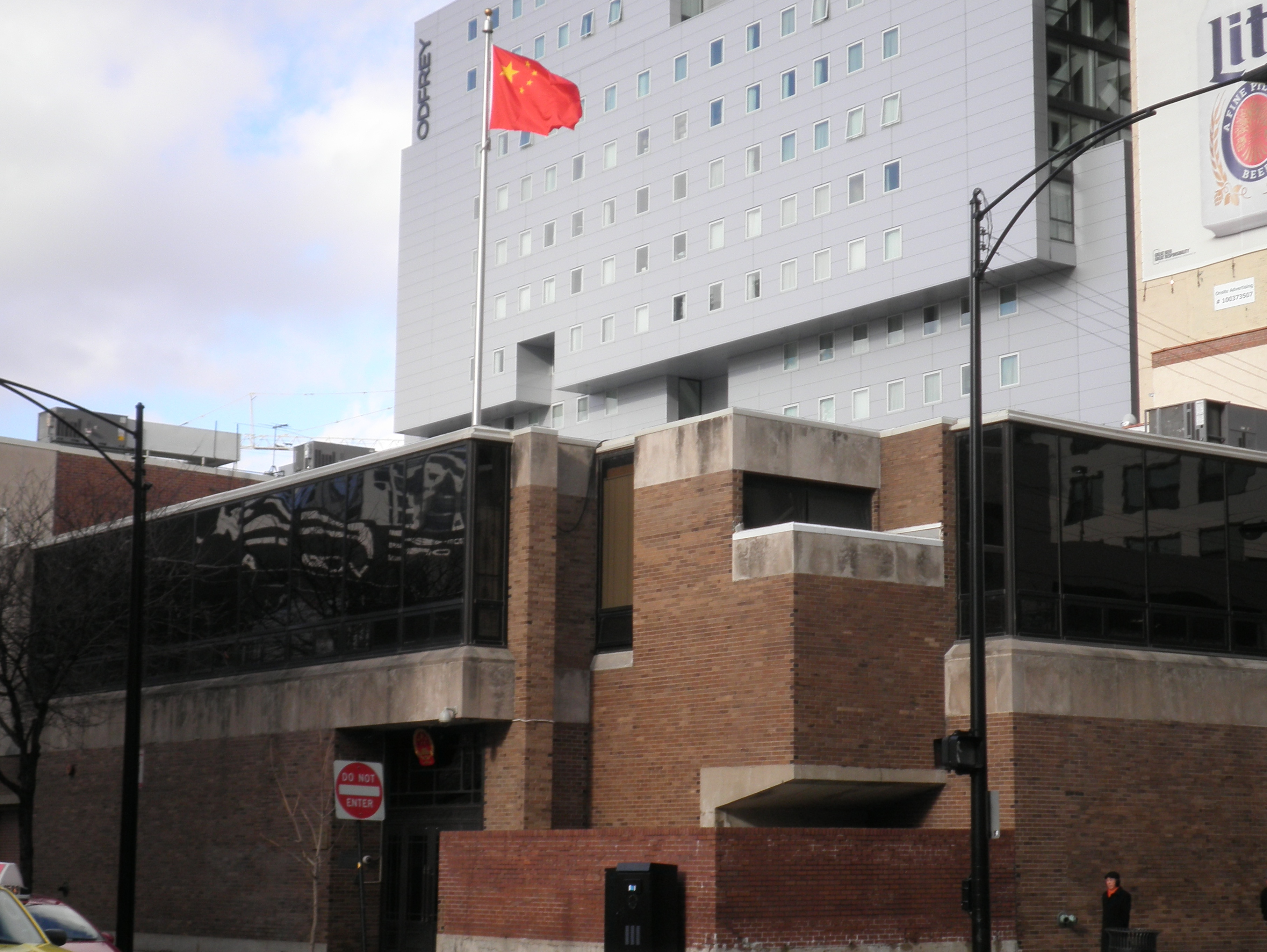
Consulat général à Chicago.
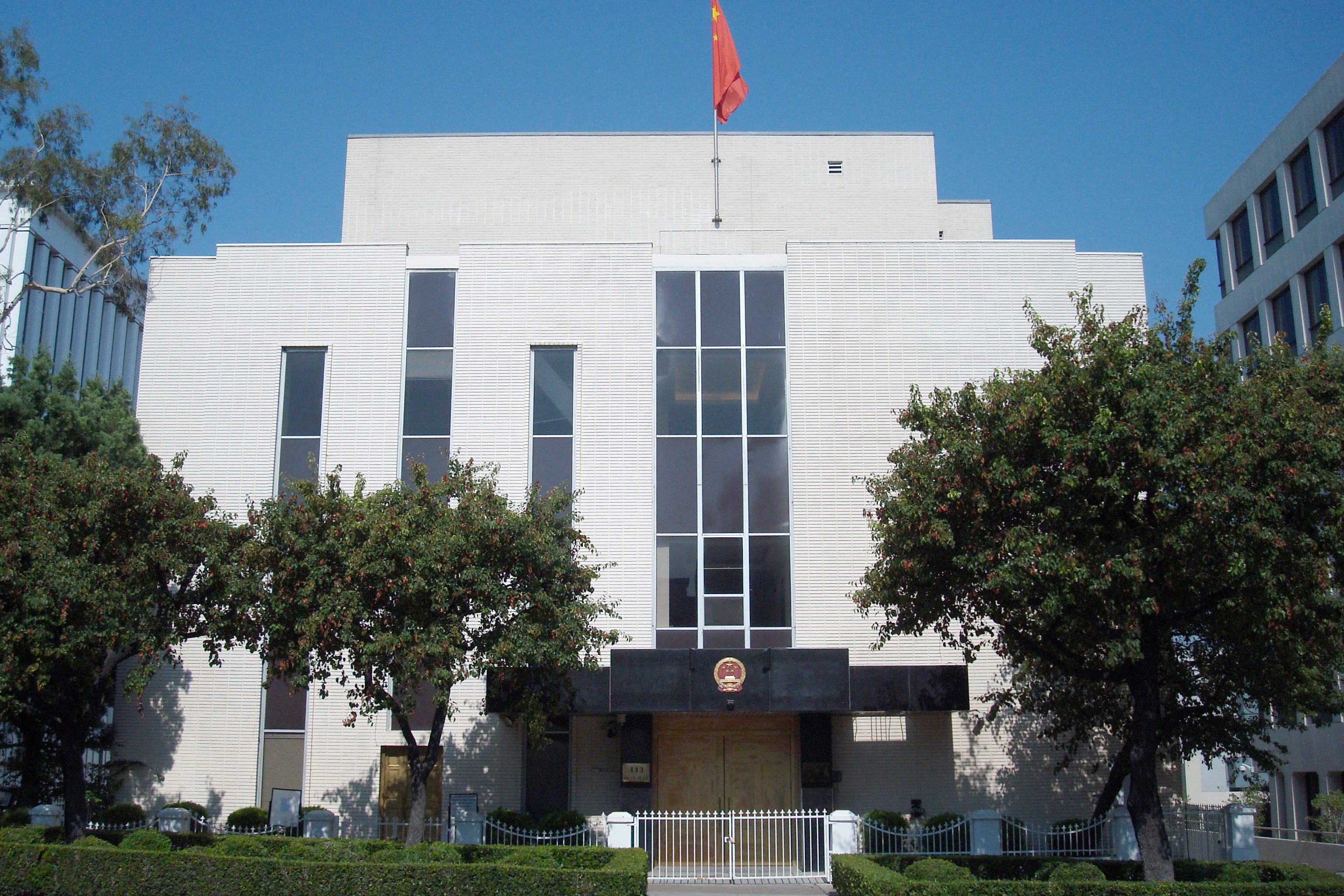
Consulat général à Los Angeles.
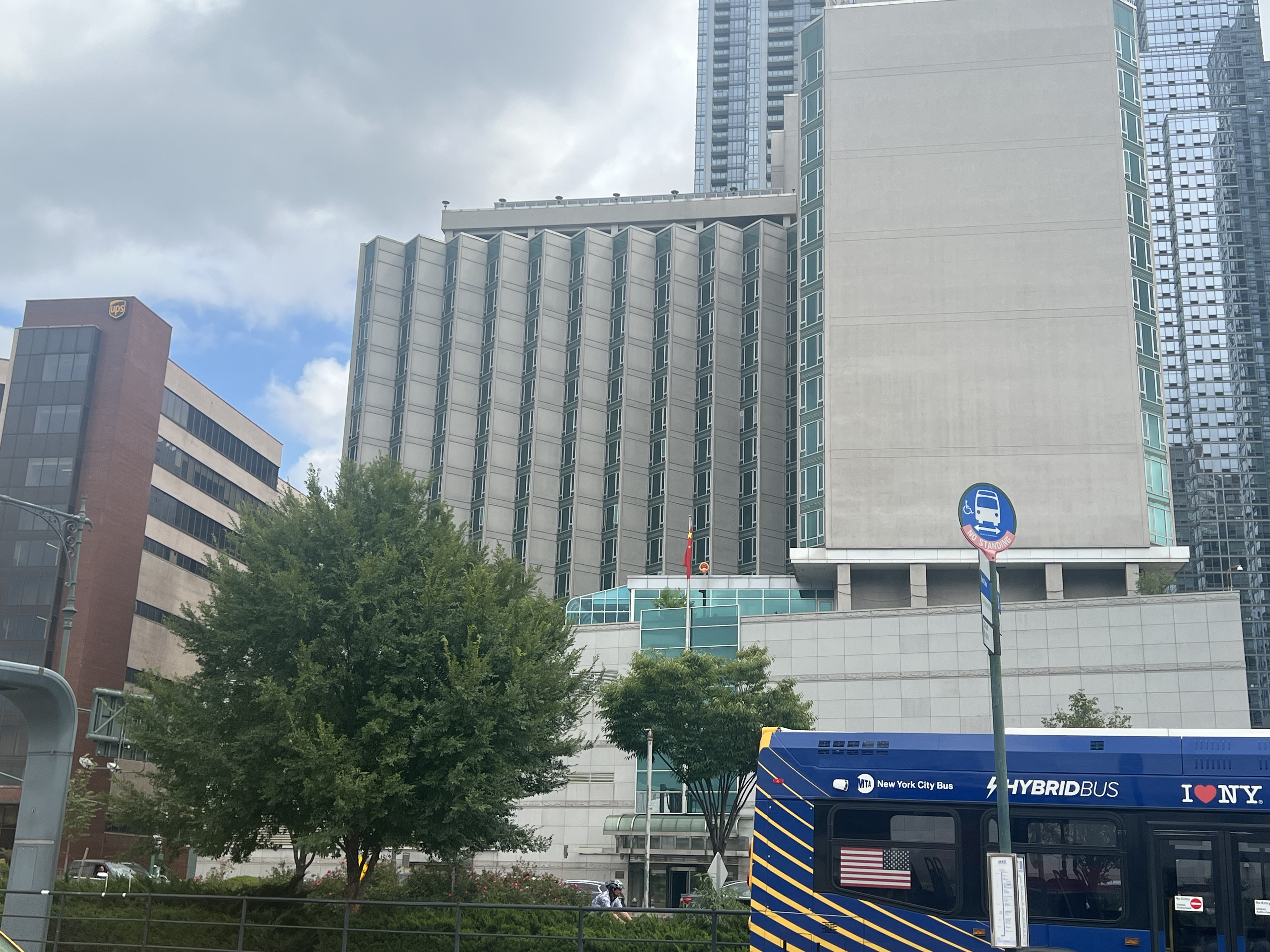
Consulat général à New York.
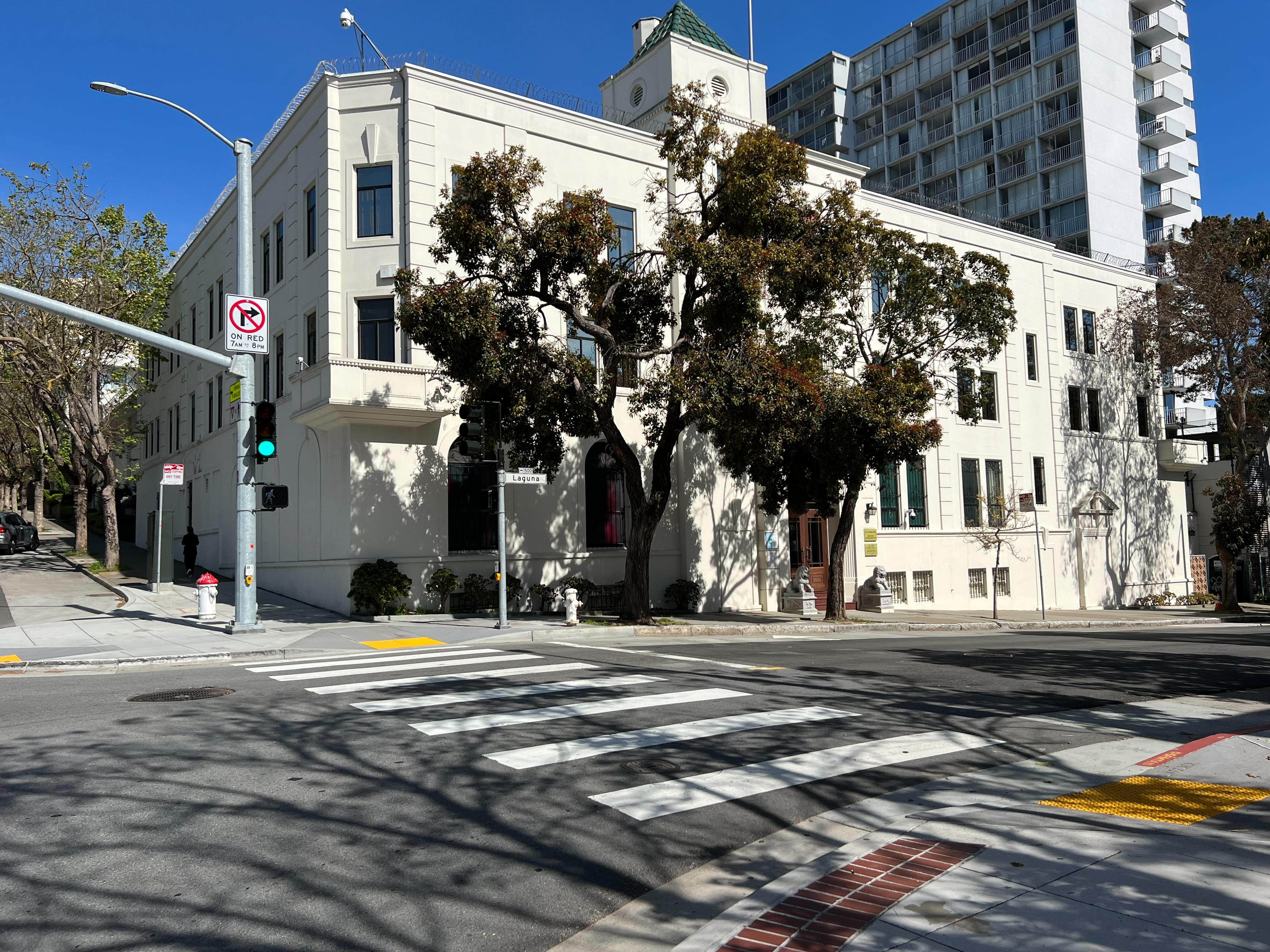
Consulat général à San Francisco.
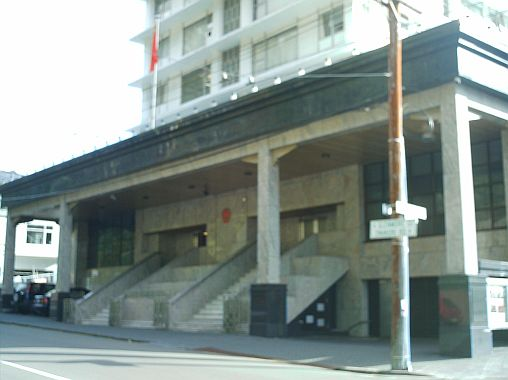
Ambassade à Wellington.
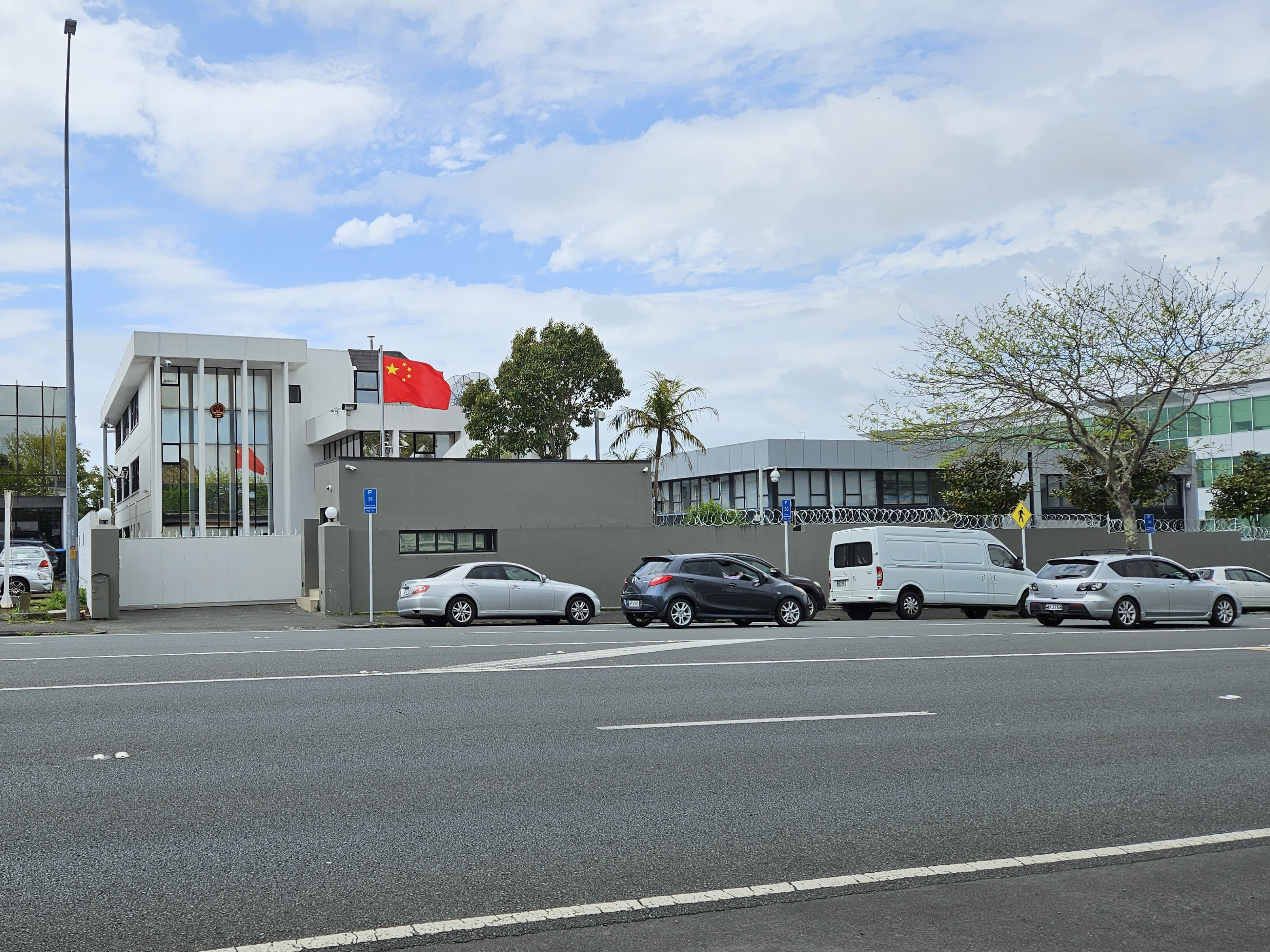
Consulat général à Auckland.
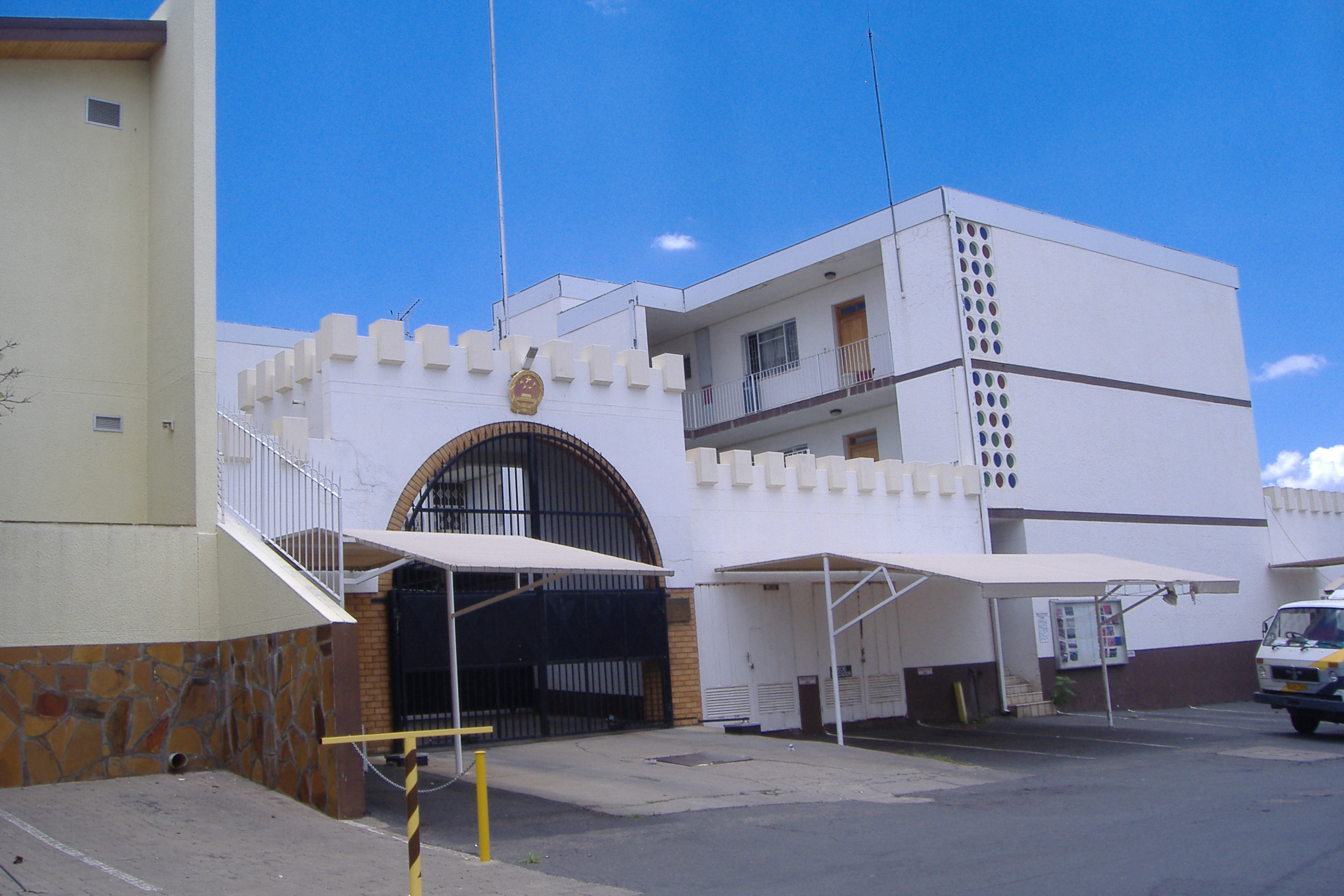
Ambassade à Windhoek.